# MiG–21
A MiG–21 (oroszul: МиГ–21; NATO-kódja: Fishbed) a Szovjetunióban, a Mikojan–Gurevics Tervezőirodában (OKB–155) az 1950-es évek második felében kifejlesztett teljesen fémépítésű, félhéjszerkezetű, deltaszárnyú, behúzható futóművel, gázturbinás sugárhajtóművel, utánégetővel, hermetikusan zárható kabinnal, katapultüléssel ellátott, egyszemélyes, elsősorban frontvadász feladatkörre kifejlesztett kis hatótávolságú, merevszárnyú repülőgéptípus.

## Története

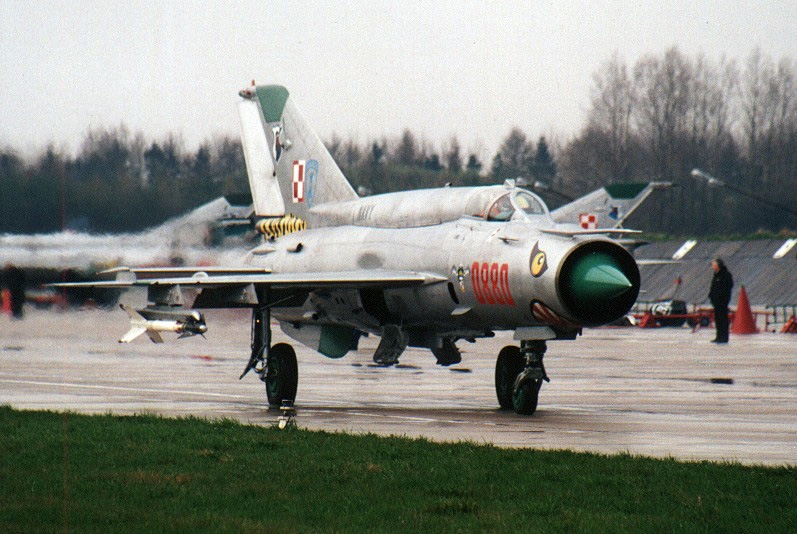
MiG–21bisz a Lengyel Légierő színeiben

Az 1950-es évek első felében, az egyszeres hangsebesség 1947. október 14-ei átlépése és a koreai háború után, a fejlett országok pilótái egy új, kis össztömeg mellett nagy teljesítményű vadászrepülőgép kifejlesztését javasolták, ami a következő konfliktusban biztosítja nekik a légiharc sikeres, eredményes megvívását. Természetesen a konstruktőrök és politikusok is új célt tűztek ki maguk elé: a hangsebesség kétszeresének átlépését. A MiG–15 által képviselt szemléleti irányvonal a MiG–19-ben csúcsosodott ki, a nyilazott szárny elérte végső korlátait. Igaz ugyan, hogy a Szuhoj tervezőiroda még fejlesztett ezzel a szemlélettel (Szu–7, Szu–9), de a MiG-iroda gyakorlatilag befejezte a nyilazott szárnyú repülőgépek tervezését és gyártását, s ezzel új, járatlan útra lépett. Az új gép alapját eredetileg a MiG-19 szolgáltatta volna, azonban ennek többszöri átépítésével sem sikerült elérni a 2 Mach sebességet: 1954-ben felszállt a Je–1-es, 1955-ben az 55 fokra nyilazott szárnyú, 3800kp (38 kN) tolóerejű RD–9 hajtóműves Je–2-es prototípus Grigorij Moszolov berepülőpilóta vezetésével, de a kitűzött célt továbbra sem érték el. A Je–2 prototípus 2. példánya, a Je–2A újabb, némileg erősebb Mikulin hajtóművet kapott, az AM–11-et (később R–11 lett a neve). Ezt Grigorij Szedov repülte először 1956. február 14-én.
A Je–4 prototípus 1955 júniusában egy új, forradalminak számító deltaszárnyat kapott. A Je–4 tesztrepülései azonban hatalmas kudarcot okoztak, a gép lassúbb volt elődeinél, aminek elsősorban a gyenge hajtómű volt az oka. Egy új, az eddigieknél lényegesen erősebb hajtómű kifejlesztése vált szükségessé, amit a Tumanszkij-tervezőiroda idővel teljesített is. A 2. deltaszárnyú prototípusba, a Je–5-be is a Je–2A RD–11 hajtóművét építették be. Ez 1956. január 9-én kezdte meg a repülési teszteket Vlagyimir Nyefedov berepülőpilótával. A gép 17 650 m-re emelkedve elérte az 1970 km/h-s sebességet. Azonban sok probléma akadt, például nem volt megfelelő a gép keresztirányú stabilitása, valamint az üzemanyag-fogyasztás sem volt kielégítő. A további fejlesztéseknek köszönhetően azonban sikerült a hangsebesség kétszeresének átlépése.
A prototípus első nyilvános bemutatkozása a Szovjet Repülők Napján történt 1956 júniusában, a Moszkva melletti Tusinói repülőtéren. 1958-ra elkészült egy újabb prototípus, amit még 2 db követett. Ezek katonai jelzése Je–6–1, Je–6–2 és a Je–6–3 lett (NATO kódneve Fishbed A), hajtóművük pedig az új Tumanszkij R–11–300 lett. A Je–6–1-gyel 1958. május 20-án kezdték meg a berepülést Nyefedov pilótával. A berepülési program jól haladt, de a hetedik tesztrepülés alkalmával a gép hajtóműve 1800 m magasságban leállt, ami többszöri indítási kísérletre sem indult újra. A pilóta a katapultálási parancs végrehajtása helyett a kényszerleszállás mellett döntött, melynek során a földtől 1,5–2 méterre a gép oldalra dőlt, majd a földet érés után felborult és 200 m-es csúszás után kigyulladt. A tüzet sikerült gyorsan eloltani, de a kimentett pilóta néhány óra múlva belehalt sérüléseibe. A vizsgálat kiderítette, hogy a hajtómű-újraindításhoz szükséges üzemanyagrendszer a benne keletkezett magas hőmérséklet, majd annak ellevegősödése miatt üzemképtelenné vált. A gép felborulását az okozta, hogy a tartalék rendszer elektromos kormánya érzékenyebb volt mint az elsődleges hidraulika rendszer, ezért a pilóta túl nagy kormánymozdulatokkal vezette a gépet, korrigálásra a föld közelsége miatt már nem maradt ideje.
A 2. és 3. prototípust ennek megfelelően átépítették, majd a 2. gép 1958. szeptember 15-én folytatta az félbeszakadt tesztsorozatot. Berepülőpilótája Mikojan megbízásából Konsztantyin Kokkinaki volt. A 15. repülés után a romló időjárás miatt Moszkva mellől délre, Krasznovodszkba települtek. A berepülési programot a 46. repüléssel fejezték be. A 3. gép decemberben érkezett Krasznovodszkba, ezzel folytak a fegyverrendszer-tesztek. A 61. repülés után a típust sorozatgyártásra alkalmasnak nyilvánították és megkapta a MiG–21F típusjelzést. A katonai jelzése Je–6, gyártmányjelzése pedig „72” lett. Azonnal megkezdték az első 30 db megépítését, ami 1959-ben el is készült. 1960-ban a gorkiji 21. számú gyár (GAZ–21) 69 db-ot gyártott, de ez már az F–13-as volt.
A típus sok módosításon, fejlesztésen ment keresztül, mialatt kora egyik legfélelmetesebb, a Varsói Szerződés (VSZ) tagállamainak elsődleges vadászrepülőgépévé fejlődött, a katonai repülés egyik meghatározó mérföldköve lett. Feltűnt a hidegháború minden „forró” pontján. Feltűnt Vietnám, Afganisztán, a Közel-Kelet, Ázsia, valamint Afrika egén is, a NATO elsődlegesen leküzdendő vadászgép típusává vált. Eredményessége a szovjet légvédelmi rendszerek elvéből fakadóan nem tekinthető kifejezetten jónak, kora más típusaival szembeni kudarcai gyakran a nem szovjet üzemeltető állomány kiképzettségi fokának és motiváltságának, illetve nem az elektrotechnikai rendszerekben mutatkozó egyre nagyobb szovjet hátránynak tudható be, hanem annak, hogy a szovjet rendszer a földről kapott parancsok teljesítésére épült.
Az altípusokat a Szovjetunión kívül a VSZ tagállamában, Csehszlovákiában, valamint Indiában és Kínában is gyártották. A Szovjetunió 3 gyárában a gyártás 28 éve alatt 30 altípust fejlesztettek ki, amik a Föld 48 országában teljesítettek szolgálatot, sőt, néhányban még ma is teljesítenek.
Legyártott darabszáma miatt kiérdemelte a „legnagyobb darabszámban gyártott gázturbinás sugárhajtóműves vadászrepülőgép” címét.

## Gyártás

### Szovjetunió
A teljes, Szovjetunióban legyártott 10 158 db (egyes források szerint 10 645 db) gépet három gyárban állították elő. Az egyik a Moszkva melletti 30. sz. Állami Repülőgépgyár (GAZ–30, későbbi nevén Znamja Truda gépgyár), a másik a Gorkij (ma: Nyizsnyij Novgorod) melletti GAZ–21 (Szokol) és a harmadik a Tbiliszi melletti GAZ–31 volt. A gyárak megosztott gyártást alkalmaztak. A gorkiji az együléses vadászokat gyártotta a szovjet légierőnek (5532 db 1958–1985 között), a moszkvai az exportra szánt együléseseket (3203 db 1962–1977 között) , míg a tbiliszi a kétüléseseket mindkét piacra, bel- és külföldre egyaránt (1660 db 1962–1985 között). Az exportra és a Szovjetuniónak gyártott MiG–21R és MiG–21bisz gépeket a GAZ–21, 17 db együléses vadászt, valószínűleg MiG–21F-eket, a GAZ–31, a MiG–21MF-eket először a GAZ–30, majd a GAZ–21, a MiG–21U-kat a GAZ–30, de a többségét a GAZ–31 gyártotta.

### Kína
A MiG–21 gyártási jogát 4 évvel a MiG–19-ét követően, 1961 márciusában szerezték meg. Ez az F–13-as altípusra, az R–11F–300-as hajtóműre és az R–3 (K–13) légiharc-rakétára vonatkozott. Első gyárnak a senjangi lett kiválasztva, a műszaki munkákat a 601-es repülőgép-tervezőintézet végezte el. Először hozott anyagból, azaz a Szovjetunióban legyártott alkatrészekből végezték a szerelést. A program elején a gépek neve Type–62, majd J–7 lett. Az alkatrészek beérkezése még ebben az évben elkezdődött. Azok tanulmányozása, majd a hazai alkatrészgyártás 1962-ben indult. 12 db gépet építettek össze, amik megegyeztek a MiG–21F–13-assal. 1963-ban azonban a két ország között elmérgesedő politika helyzet miatt a szovjetek leállították a szállítást és a szaktanácsadást, mérnökeik hazautaztak. A szovjet segítségnyújtás megszűnését követően a kínaiak elkezdték a típus alapos vizsgálatát, majd annak továbbfejlesztését is. 1965-ben a gyártást Csengtuba telepítették át. A legyártott gépek minősége nem volt kielégítő, sok gépet nem vett át a légierő. A gyártási nehézségeket tetézte a kulturális forradalom is, amely során sok mérnököt és repülőgép-ipari munkást állítottak félre, zártak börtönbe vagy végeztek ki. 1969-ig csak pár gép épült meg.
A gyártást 1972-ben újraindították, majd az első módosított változat, a J–7I (Jé-hét-egy) a forradalom végén, 1976-ban készült el. A gépek szárnyait, hajtóműit és futóműveit a guizsui gyárban gyártották. Az elavulttá váló J–5 (MiG–15) és J–6 (MiG–19) gépek felváltására készült el a J–7II (Jé-hét-kettő), ami az 1980-as évek elején állt hadrendbe. Megtervezéséhez nagy segítséget nyújtott az egyiptomiak által átadott egy-egy darab MiG–21PF és PFMA altípusok. A J–7II-t nagy sorozatszámban gyártották, kisebb módosításokkal exportálták Iraknak, Iránnak, Egyiptomnak, Szudánnak, Zimbabwének, Bangladesnek, Srí Lankának, Mianmarnak és Pakisztánnak is. A guizsui gyárban készültek fel a JJ–7 kétüléses harci-gyakorló változat gyártására, amit 1981-ben megkezdtek. A J–7II technikai korlátai miatt 1972-től fejleszteni kezdték az éjszaka is bevethető változatot. A fejlesztés az 1970-es évek végén gyorsult fel, az Egyiptomból kapott MiG–21MF révén. Az új gép típusneve J–7III (Jé-hét-három) lett, 1980-ban készült el. A gép gyártását már számítógépek segítették, drasztikusan javultak az előállított alkatrészek minősége, többek között az avionika, a hajtómű és a fegyverzet is sok hazai újítást tartalmazott. A kínai MiG–21 klónok legjelentősebb változata a J–7E, amelynek fejlesztését az 1980-as évek második felében kezdték, 2002-ben állt le a gyártás, amit a továbbfejlesztett J–7G követett.

### Csehszlovákia
A MiG–15 és MiG–15bisz, MiG–17, MiG–19 típusok minőségi gyártásával (S–102/103, S–104, S–105) nevet szerzett csehszlovák Aero Vodochody gyár 1961 végén megkapta a MiG–21 gyártási licencét is, az első gép 1962. április 20-án szállt fel S–106 néven. A korai MiG–21F–13 elfogó-vadász változatot és a fegyvertelen MiG–21R harcászati felderítőgépet kisebb példányszámban itt is gyártották. A csehszlovák építésű gépek ismertetőjegye, hogy a pilótafülke kabintetejének hátulját plexiüveg helyett fémlemezzel borították. A szovjet gyártású példányokat az összeszerelés gondosságában, minőségében jelentősen felülmúlták. Elsősorban saját légierejüknek, majd exportra is termeltek. Az altípusokból 1961 és 1972 között 194 db-ot gyártottak, ebből 26 db-ot exportáltak Egyiptomba a 70-es évek elején, majd 8 db-ot Szíriába 1973-ban. A későbbi, szovjet gyártású MF-állományukból többet NATO-kompatibilissé alakítottak át a szervezetbe belépésük után (ld. MiG–21MFN).

### India
India párhuzamosan a szovjet gyártású gépek hadrendbe állításával, az 1960-as évek elején elkezdte saját javító- és gyártókapacitását kiépíteni. 1962 augusztusában megkapta a gyártási licencet a vadászgépre, annak R–11-es hajtóművére és R–3-as rakétájára. Az 1962 októberében kirobbant kínai-indiai konfliktus egyre sürgetőbbé tette a Fishbed-ek nagyszámú bevetését. A Nasik-i repülőgépgyárban 1964-től kezdték gyártani a PFM altípust FL néven, egészen 1973 végéig. Az első gép 1970. október 19-én készült el, 1973 végéig 195 db-ot gyártottak. 158 db M altípust is gyártottak, az utolsót 1981-ben fejezték be. A legfejlettebb bisz altípusból 220 db-ot gyártott a HAL 1977 és 1984 között. A gépeket később modernizálták és angol, valamint francia fegyvereket is integráltak a fedélzeti rendszereikbe.
2006 elejéig a 125 db kiválasztott bisz-ből 94 db-ot modernizált a HAL, az RSZK MiG-gel közösen kidolgozott program keretein belül (az első két db-ot a Szokol építette át). Típusjelük MiG–21–93 lett.
Megépített darabszám gyártó üzemenként:
- GAZ–21 (Gorkij, Szovjetunió) – 5278 db (vagy 5765 db)
- GAZ–30 (Moszkva, Szovjetunió) – 3203 db
- GAZ–31 (Tbiliszi, Szovjetunió) – 1677 db
- Senjang (Kína) – az első 12 db szovjet alkatrészekből, a többiről na.
- Csengtu (Kína) – na.
- Guizsu (Kína) – szárnyak, hajtóművek, futóművek készültek itt, valamint a kétüléses JJ–7.
- Aero Vodochody (Csehszlovákia) – 194 db
- Hindustan Aeronautiscs Ltd. (India) – 195 db FL, 158 db M, 220 db bisz, ebből 125 db-ot később modernizáltak MiG–21–93 Bison-ra.

Forrás:

## Szerkezeti felépítés és berendezések

### Sárkány

Mikojan-Gurjevics MiG-21PF

A 36 db törzskeretből és kisegítő keretből álló törzs szerkezetileg két részre van osztva (F1 és F2). Az osztás a 28. törzskeretnél található, a bontás helye a hajtómű szerelése és kivétele szempontjából lényeges. A két törzsfelet 3 db, 120 fokban elhelyezett csap vezeti meg, és összesen 18 db csavar biztosítja a megfelelő rögzítést. A keretek és a hosszmerevítők anyaga különböző ötvözetű acél és alumínium, amikre az ötvözött alumíniumlemezeket rögzítik félhéjszerűen.
Kisebb módosításoktól eltekintve a törzs lényegében változatlan maradt az altípusok fejlesztése során. A P-sorozatnak megnövelték a gerincét a kabin mögött, majd a legjelentősebb módosítás az SZ altípus és az azt követők körében található. A több levegőt igénylő erősebb hajtóművek miatt ugyanis megnövelték az orr átmérőjét. Az SZMT és a bisz gerincei szintén eltérnek az SZ-sorozattól.
A törzsben és a szárnyban találhatóak az üzemanyagtartályok, az F-sorozat esetében 7 darab. Belső térfogatuk és elosztásuk a módosítások következtében változott.

### Szárny és vezérsíkok
A szárny félhéjszerkezetű deltaszárny, ami nagy (hangsebesség feletti) sebesség esetén ideális szárnyforma. A maga korában kevés repülőgép-fejlesztő vállalat alkalmazta. A MiG és a Szuhoj irodákon kívül az amerikai Convair és a francia Dassault fejlesztett ekkoriban deltaszárnyakat.
A szerkezet egy főtartós egy kereszttartós és egy melléktartós kialakítású. Lehajtható orrsegédszárny és egyéb ívelőlap nincs kialakítva rajta (a fékszárnyat kivéve), amik hiánya a szubszonikus repülésnél, azon belül is az alacsony sebességtartományokban és nagy állásszögű repülés esetén jelentősen lerontja a repülőgép mozgékonyságát, valamint ezek miatt a típusnak nagy a leszállósebessége is. Mindez csak a kínai továbbfejlesztésű és gyártású J–7E és J–7G altípusokon van hatékonyan megoldva. Ezen altípusok szárnyai ki lettek egészítve egy-egy trapéz résszel, valamint ezen részek orrsegédszárnyakat is kaptak, jelentősen növelve a stabilan repülhető állásszöget és csökkentve a fordulósugarat és a leszállósebességet.
A PFSZ-altípustól kezdődően felszerelték a szárnyat (szárnyfeleket) határréteg-lefúvó rendszerrel is (SZPSZ-rendszer), cirill СПС, (система сдува пограничного слоя), ezáltal csökkenhetett a gép siklási és leszállási sebessége azonos állásszög mellett.
A szárnyban, a főtartó mögötti részben vannak rögzítve a futómű főfutói, illetve kialakítva a futógondolák.
A csűrőlapok és a fékszárnyak a kilépő éleknél találhatóak, utóbbi vezetősínje körív alakú, működtetésük hidraulikus (fő- és buszterrendszer). A kormányrendszer (vezérlőrendszer) vonórudas, himbás rendszerű, rugós terhelőszerkezettel és kormányerő-csökkentő berendezésekkel egybeépítve (utóbbiak működése sebesség és magasság függvényében változik). Vezérlése botkormánnyal (magassági kormány és csűrő) és lábpedálokkal (oldalkormány) történik. A csűrők és a botkormány egy rugósterhelő segítségével mindig visszaállnak semleges helyzetbe (terheletlen állapot esetén, például földön).
A függőleges vezérsík mellső tartója a 34-ik törzskerethez csatlakozik, a vízszintes vezérsík (magassági kormány) a 35/a-hoz. Szintén félhéj szerkezetűek. A szárny, a vízszintes vezérsík és az oldalkormány kilépő éleire merev trimmlapokat (másik nevükön végléceket) szereltek, amik a repülés közbeni kiegyensúlyozatlanság korrigálását hivatottak szolgálni. Ezeket a gép berepülése során állítják be.
Mind a szárny törővégein, mind a vízszintes és függőleges vezérsíkokon felszereltek statikus elektromosságot kisütő pálcák. Az M, MT és R altípusok törővégeire besugárzásjelző eszközöket szerelhettek fel, valamint az M és MT altípusokon módosult a vízszintes vezérsík törővégein elhelyezett gondola is.
A második törzsfélvég (F2) alatt szerelték fel a stabilizátor lapot (pótvezérsíkot), ami a Je–6–2 és Je–6–3 prototípusokra került fel először a Je–6–1 katasztrófája után. Ez nagyban javította a gép oldalirányú stabilitását. A kínai gyártású kétüléses JJ–7 alá ennél nagyobb felületű és két darab, szögletes stabilizátor lapot szerkesztettek és szereltek fel.

### Hajtóművek
A prototípusokba és a MiG–21 altípusaiba az OKB–300 tervezőiroda tervezte a hajtóműveket, amiket az Ufai Motorgyárban (26-os gyár), valamint a Moszkvában lévő 300-as gépgyárban (ma: AMNT Szojuz) és a Tusinói Gépgyárban (500-as gépgyár) gyártottak. (ld. Források). A hajtómű működéséhez szükséges levegőmennyiséget egy ún. Mach-kúppal szabályozták. Ez a korai altípusokon (F, U, USZ, UM) még csak négy állásban (kitolt (szubszonikus), Ma = 1,35, Ma = 1,9 és betolt) volt mozgatható az ún. M-szám relék segítségével, a későbbiekben (a nagykúposoknál és a kínai J–7I-en) viszont már folyamatosan, a repülési helyzettől függően. Az orr a 13. törzskeretig ketté van osztva. Az osztóbordák a merevítésen kívül az orrkúp mozgatását is biztosítják. A kabin mögött ez megszűnik és a légtér egyesülve körkeresztmetszetű lesz. Ez csatlakozik a hajtóműhöz.

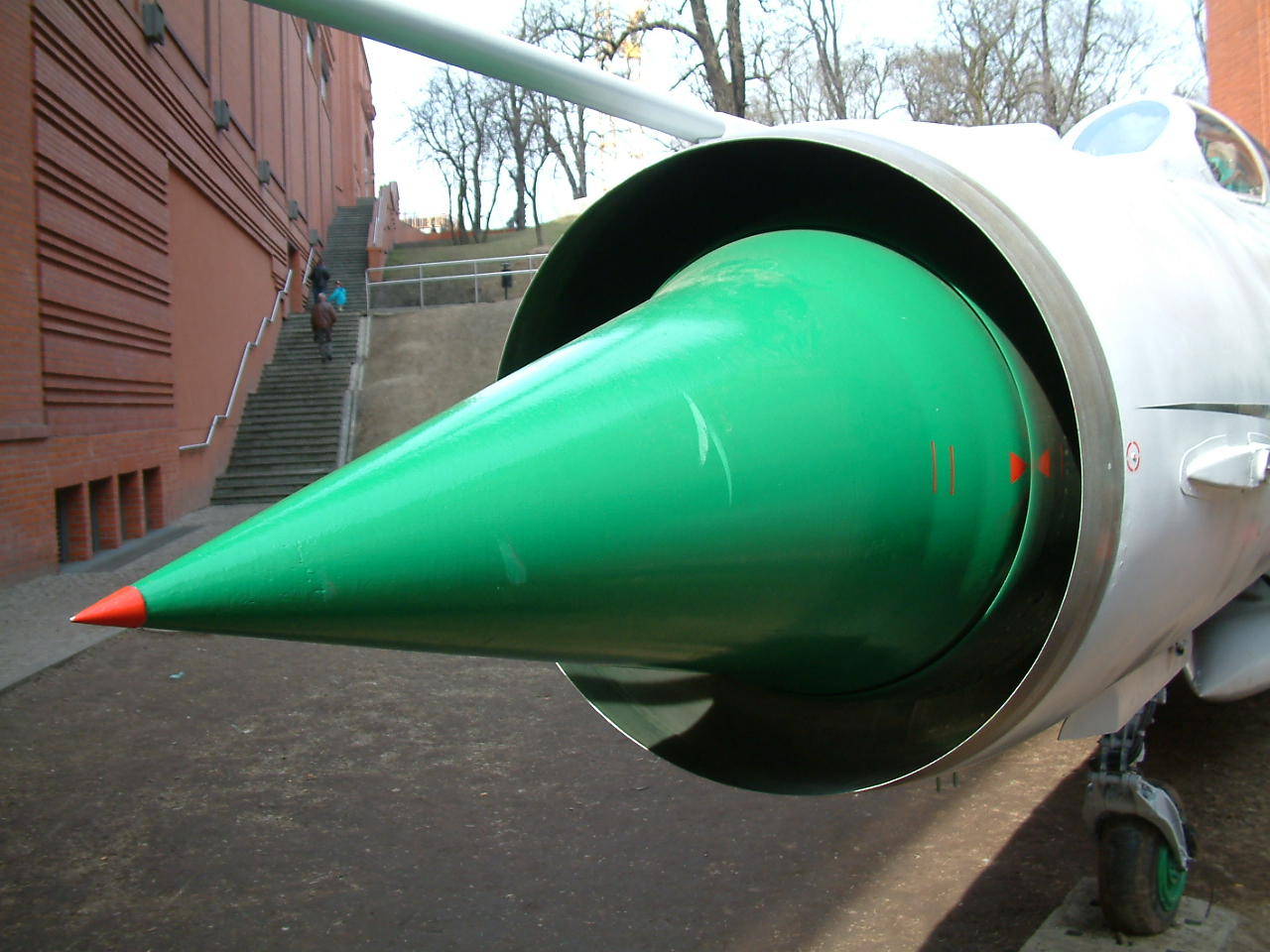
A 6814-es lajstromjelű lengyel MiG–21MF teljes úthosszon szabályozható Mach-kúpja látható

Felszálláskor 2 db SZPRD–99 (cirill СПРД–99, PFM-től) startrakéta is segíthette a repülőgépet, amit a törzs alá két oldalra szereltek fel.
- Szovjet hajtóművek:
  - RD–9 (Je–1, Je–2)
  - RD–11 (Je–2A, Je–5)
  - R–11–300, gyártmányjelzése 37 (Je–6, MiG–21, MiG–21F)
  - R–11F–300, gyártmányjelzése 37F (MiG–21F–13, MiG–21I, MiG–21U)
  - R–11F2–300, gyártmányjelzése 37F2 (MiG–21PF, MiG–21USZ)
  - R–11F2SZ–300, gyártmányjelzése 37F2SZ (MiG–21PFSZ/PFM, MiG–21SZ, MiG–21M)
  - R–11F2SZK, gyártmányjelzése 37F2SZK (MiG–21PF–SZPSZ, MiG–21UM)
  - R–13–300, gyártmányjelzése ?? (MiG–21PFM, MiG–21SZM)
  - R–13F–300, gyártmányjelzése ?? (MiG–21MT)
  - R–13F2–300, gyártmányjelzése 95 (MiG–21MF)
  - R–15–300 (Je–150 prototípus)
  - R–21 (Je–8 prototípus)
  - R–25–300, gyártmányjelzése 25 (MiG–21bisz)

Megjegyzés: a magyar MiG–21UM-ekbe egy szervizcsomag révén az MF hajtóműveit is beépítették.
- Kínai hajtóművek:

A hajtóműveket a Liming üzemben gyártották (WP = Wopen).
- - WP–7 (R–11F–300)
  - WP–7B (J–7I, F–7A, JJ–7)
  - WP–7BM (F–7M, JJ–7A/FT–7P)
  - WP–13 (R–13F2–300-on alapul, J–7III)
  - WP–13F1 (J–7IIIA/IV/D)

### Futómű
A futómű egy orr és két főfutós elrendezésű. Az orrfutó a rendszerben tartás alatt nem változott, KT–38 típusú (átm. 500×180 mm), a főfutók kezdetben KT–86 típusúak, a PFM-től KT–925 típusúak (átm. 800×200 mm). A megnövelt átmérőjű főfutók biztonságosabbá tették a kifutást. Hidraulikus működtetésűek, földön való kormányzásra a lábpedálok szolgáltak, amik a főfutók levegős tárcsafékeit működtették, az orrfutó kényszerpályás. Erős felépítése miatt füves repülőtérről is üzemelhet a típus, amire Magyarországon is sor került párszor (például Mezőkövesd füves repülőteréről üzemeltek a kecskemétiek, a kecskeméti pálya felújítása miatt, valamint Kenyeriről és Siófok-Kiliti repülőtérről is üzemeltek egy ideig.).
(A mezőkövesdi reptér, más néven Klementina nem füves reptér. Az orosházi viszont igen. A kecskemétiek a felújításkor Klementinára települtek, de más gyakorlatok alkalmával az orosházi füves repteret használták.)

### Fékernyő
A leszállás utáni kifutási úthossz rövidítését fékernyő segíti, amit az F-sorozatban a törzs jobb oldalának alsó felében, hátul helyeztek el. Hatásfoka nem volt kielégítő, valamint bizonyos sebesség feletti leszállás esetén a kötélzete elszakadt és ez rendszerint a főfutók sérülésével (kerekek kidurranásával, túlfékezéssel), vagy a pályáról való lefutással (orrfutó kitörésével és homokbeszívás miatti hajtóműsérüléssel) végződött. Mindenképpen nagy baleseti kockázatokat generált. Ezért a P-sorozattól kezdve módosítottak a szerkezetén, két négyzet alakú és nagyobb felületű ernyő lett egymással derékszögben elforgatva (a későbbi orosz típusok is hasonlóakat alkalmaztak), valamint áthelyezték a függőleges vezérsík aljába (az oldalkormány alatt) egy gondolába. A P-sorozattól kezdve mindegyik altípusba ez lett építve. 30 nyitásra volt méretezve.
Megjegyzés: a kecskeméti ejtőernyős szolgálat főnökének újítása után az ernyők alkalmassá váltak 100 nyitásra, sőt, a 110–130 nyitást is kibírták. Az ernyőket a Salgótarjáni Ruhagyár gyártotta.
A kínai J–7I altípus ernyőjét szintén a függőleges vezérsík aljába épített gondolába szerelték be (eltérően a szovjet F–13-asoktól), de a zárósapka más alakú és működésű, mint a szovjet gyártásúakon.

### Katapultülés
A típusban kétféle ülés volt rendszeresítve. A korai változatokban (F, PF, U) SZK–1 típusú, a többiben pedig KM–1 (SZK–3) típusú katapultülés, mindkettőben benne volt az ejtőernyő is.
Az SZK–1 üléssel a kabintetővel együtt lehetett katapultálni, ami mint egy védernyő borult a pilóta elé, majd a stabilizáló ernyő belobbanása után magától levált róla. Ez a kiforratlan rendszer a kabintető irányíthatatlan mozgása miatt sok pilóta életét követelte (főleg alacsony magasságokban történő kiugrások közben). A láb elfogó rendszere elég nagy fájdalmat tudott okozni, ha a pilóta nem a pontos "katapultpozíciót" vette fel. A megengedett legnagyobb katapultálási sebesség kabintetővel 1100 km/h, nélküle 750 km/h volt. A pilótára ható túlterhelés indításkor kb. 16-18 g, elviselésére fejlesztették ki az ún. G-ruhát. Minimális indítási magassága 110 m. Össztömege 240 kg.
A KM–1 és KM–1M típusú üléssel a földön gurulás közben is indítható a kilövés, ehhez legalább 150 km/h sebességgel kellett gurulni. Ez az ülés már rendelkezik életmentő felszereléssel is (NAZ–7).

### Avionika
A legyártott típusokat négy fő csoportra kell bontani. A Szovjetunió és a VSZ részre gyártottak, Finnország, Vietnám, Kuba és az arab országok részére gyártottak, India és az afrikai országok részére gyártottak, valamint a kínai gyártású repülőgépek. Ezek a gépek jelentősen eltérnek egymástól belső műszereik tekintetében. Az első csoport példányai gyakorlatilag megegyeznek, kivételt ez alól a szovjet gépek fedélzeti válaszadó rendszerébe (RSZO típusú) épített újabb blokk képez, ami megkülönböztette a szovjet gépeket a VSZ-tagállamokéitól. A második csoport két alcsoportra bontható: az egyikben a finn és az arab gépekbe eltérő válaszadókat építettek, míg a másikban a vietnámi és kubai trópusi kivitelűek tartoznak. A harmadik csoport tagjai igen heterogén rendszerűek: megtalálhatóak RSZO-val szereltek (indiaiak), illetve olyanok is, amikben nincs ilyen berendezés, valamint olyan is, amikbe angol, és/vagy francia fedélzeti rendszereket szereltek fel (indiai és nigériai).
- Fedélzeti adatrögzítőt (feketedobozt) az MF-től alkalmaztak, méghozzá SZARPP–12 (cirill САРПП–12) típusú, 12 csatornás műszert. 6 jelet folyamatosan, 6 jelet időszakosan rögzít. A műszer a függőleges vezérsíkban van elhelyezve, narancssárga a színe.
- Az állásszögadó a gép orrán, bal oldalon középen lett elhelyezve. Semelyik altípuson nem került áthelyezésre.
- Robotpilótával is felszerelték a típust. Az F–13 és U altípusokon még nem, csak a P-sorozattól kezdődően építettek be, KAP–2 típusú csűrőstabilizáló robotpilóta. Az MF, UM, és bisz A altípusok AP–155 típusú robotpilótával rendelkeznek, ami a magassági kormányon kívül a csűrőt is stabilizálja. A bisz AP változatán az RSZBN (cirill РСБН) közelnavigációs berendezést építették be, a robotpilóta SZAU (cirill САУ) típusú, amely az RSZBN-nel és a KSZI-vel (cirill КСИ) közösen már útvonalrepülésre is alkalmas volt, valamint leszállásnál a kilebegtetésig is alkalmazni lehetett.
- Rádiók: a szovjet és VSZ gépeket felszerelték URH rádióval, rádióiránytűvel, marker-vevővel, rádió-magasságmérővel, fedélzeti telefonnal, parancsadó-rendszerrel, távolságmérővel, fedélzeti válaszadóval, szirénarendszerrel (helyette az 1990-es évek elején a magyar MF-ekbe és bisz-ekbe beépítették a "Kudlik Juli" figyelmeztető berendezést), navigációs rendszerrel és rádiólokátorral.

## Fegyverrendszer

### Fedélzeti lokátor

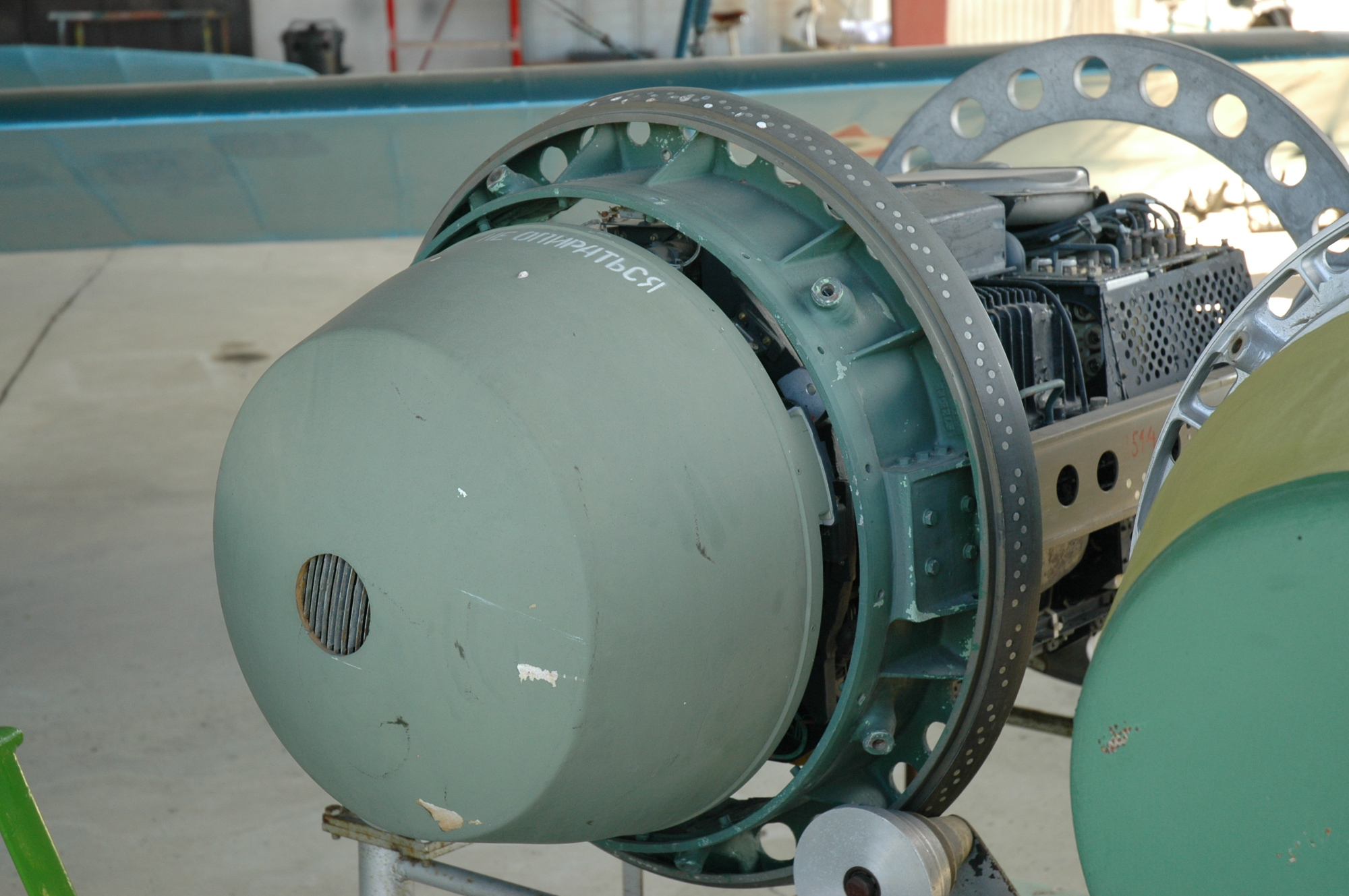
A MiG–21MF RP–21MA típusú rádiólokátora

Az F-sorozatot és a kétüléses változatokat kivéve mindegyik altípusba beépítettek fedélzeti rádiólokátort.
A kétülésesekben rádió távolságmérő üzemelt, ami a gépágyúval való célzást segítette.
A beépített lokátorok típusai:
- RP–21 (P, PF)
- RP–21MA (MF)
- RP–22 (SZMT)
- RP-22SZMA (bisz)

### Célzókészülék
Az F–13 változatban ASZP–SND (cirill АСП-ШНД) típusú, több blokkból álló célzókészüléket használtak. A P és PF változatokból ezek hiányoztak, mert csöves tűzfegyverük nem volt. Az UB–16–57 és UB–32–57 típusú rakétablokkokban (cirill Унифицированный блок – szabványos blokk) levő, SZ–5 típusú, nemirányított rakétákhoz egy, a második világháborúban az Il–2-n is alkalmazott, optikai célzókészüléket alkalmaztak. A későbbi típusváltozatokra (a MiG–21SZ-től) visszakerültek a gépágyúk (GS–23L típus), amelyhez az ASZP–PFD (cirill АСП-ПФД) típusú célzókészüléket alkalmazták.

### Fegyverzet

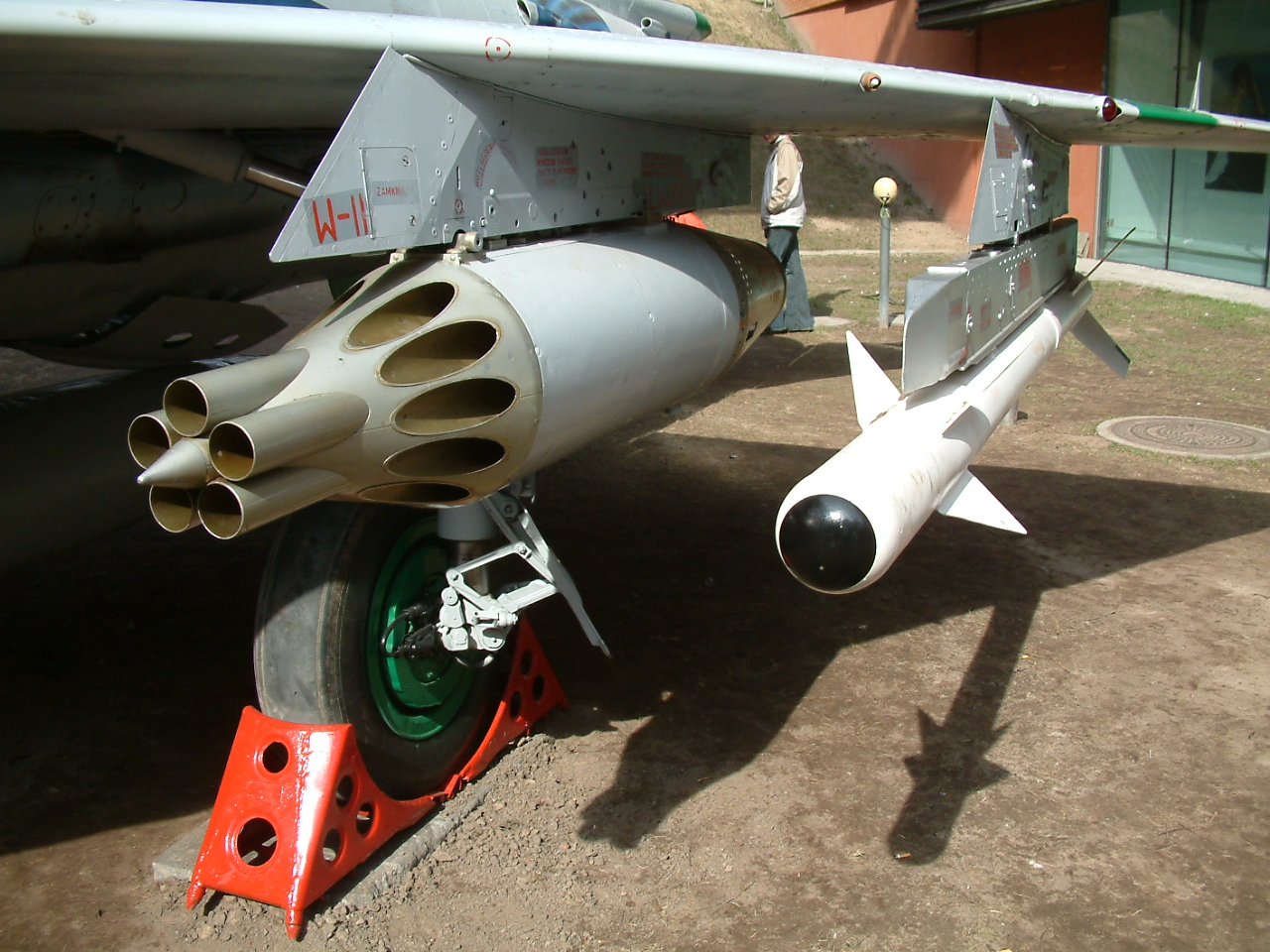
Egy MF bal oldali félszárnyán a belső felfüggesztőn SZ–5 nemirányított levegő-föld rakétákat tartalmazó UB–16–57 konténer, a külső felfüggesztőn egy R–3SZ légiharc-rakéta látható

A beépített, repülőgépfedélzeti fegyverek az első prototípusokon 3 db Nugyelman–Rihtyer NR–30 típusú, egycsövű, 30 mm-es gépágyút alkalmaztak beépített csöves tűzfegyvernek. A próbalövészetek során azonban hamar kiderült, hogy mind a darabszámukból adódott össztömegüket, mind az általuk produkált reakcióerőket csökkenteni kell, így az első sorozatgyártású gépeken már csak 2 db gépágyút alkalmaztak. A szinkronizálásukat azonban a továbbiakban sem sikerült tökéletesíteni, az egyszerre történő elsütés miatt több gép balesetet szenvedett. Az F–12 és –13 változatokon így már csak 1 db gépágyú maradt, a jobb oldalon (a bal oldali gondolában már nem volt, csak áramvonalazó lemezt kapott), 60 db lőszeres javadalmazással. A P és PF típusváltozatoknál – az új fedélzeti rakéták hatásosságát túlbecsülve – már nem alkalmaztak beépített fedélzeti tűzfegyvert (az amerikai gépekről is elhagyták ebben az időben a gépágyút). A vietnámi és az arab–izraeli konfliktusok bebizonyították eme gondolkodás kudarcát. A MiG–21SZ alváltozattól kezdődően a törzs alá középen beépítettek 1 db kétcsövű, 23 mm űrméretű Grjazev–Sipunov GS–23L gépágyút 200 db-os  (a bis-verziónál már 250 db-os) lőszerjavadalmazással. Később rendelkezésre állt a gépágyú nélküli változatok számára a GP–9 konténer, amely egy GS–23 gépágyút tartalmazott, 250 db-os lőszerjavadalmazással.
A felfüggeszthető fegyverterhelése altípustól függően 1300–1800 kg. A szárnyfelekre függeszthető terheket a BD3–60–21D (cirill БД3–60–21Д) típusú szárny alatti tartókra szerelték különféle indítósínek közbeiktatásával. A MiG–21-nél alkalmazták először az infravörös önirányítású R–3SZ (AA–2 Atoll) légiharc-rakétákat (APU–13 indítósínen – АПУ–13), valamint az R–3R félaktív lokátoros önirányítású levegő–levegő rakétát (APU–13MT indítósínen). Az első változatok (F és P-sorozat) egy-egy rakétát hordoztak a félszárnyak alatti tartókon, valamint ezeken a gépeken még nem lehetett ún. „vegyes függesztést” alkalmazni, azaz csak azonos típusú rakétákat hordozhatott a gép. A későbbi modellekre (a SZ-től kezdve) már két-két rakétát lehetett vegyesen felfüggeszteni. Az R–3 típusok mellett (R–3SZ és R, ill. R–13) megjelent a fegyverzetben a szintén infravörös önirányítású R–60 (AA–8 Aphid) légiharc-rakéta is (APU–60 indítósínen), melyet dupla (APU–60–2) indítósínen is hordozhattak (bisz altípus), ezzel a bevethető rakéták száma hatra nőtt. Hordozhatott még RSZ–2USZ (cirill РС-2УС) vezetősugaras légiharc-rakétát, valamint SZ–24 (cirill С–24) levegő–föld rakétákat is (előbbit APU–7, utóbbit APU–68UM indítósínen). A törzs alatti tartó típusjele BD3–56Je (cirill БД3–56Е), amely repülés közben nem oldható le.
A MiG–21 egyes alváltozatai korlátozottan földi célpontok támadására is alkalmasak. Erre a célra a repülőgépre 2, később 4 db UB–16–57, vagy UB–32–57, 57 mm-es SZ–5 típusú, nemirányított rakétát befogadó konténereket lehetett függeszteni.

A MiG–21 háromféle bombatípust volt képes hordozni: PT–50 típusú gyakorlóbomba, vagy hagyományos repeszbomba: OFAB–100 és FAB–100, –250, és –500 (az SZ-től kezdve a FAB–100-ból 10 db-ot is hordozhatott; a belső tartókon 2 db 4-es, vagy 6-os bombazárakon 4-4 db-ot, és 1-1 db-ot a külső felfüggesztőkön), gyújtóbomba vagy gyújtótartály, atombomba (SZMT és bisz típusváltozatok). A törzs alatti tartóra csak tüzelőanyag-póttartályt (R, RF altípus esetén csak R és D (cirill Р és Д) típusú felderítő konténert, SZMT és bisz esetén atombombát is) lehetett függeszteni. Bombavetést a típussal csak szimmetrikusan, párosával lehetett elvégezni, ugyanis aszimmetrikus oldásnál a gép instabillá vált egy rövid időre, ami a következő oldást pontatlanná tette.
Kétféle tüzelőanyag-póttartály volt a típushoz rendszeresítve: egy BAK 500 (cirill БАК 500) típusú 490 liter, és egy BAK 800 (cirill БАК 800) típusú 790 liter belső térfogatú. Előbbiből a P-sorozatig bezáróan csak 1 db-ot hordozhatott a törzs alatt, az SZ-sorozattól kezdődően pedig 3 db-ot: az együléses, harci változatok csak a szárny külső tartóin, a kétüléses altípusok viszont csak a belsőkön hordozhatták a BAK 500-as póttartályokat, lévén az altípus-szárny nem rendelkeztek külső konzolokkal. A törzs alatt mindkét póttartály-típus alkalmazható volt.

## Típusváltozatok

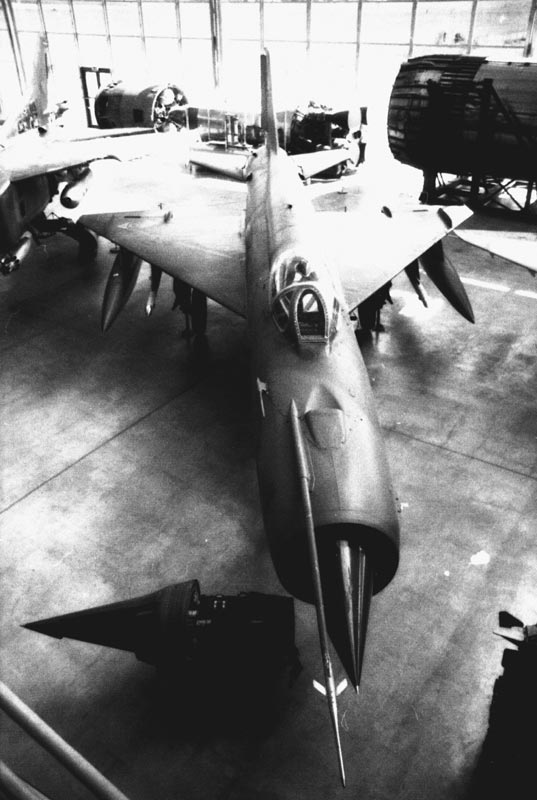
Egy MiG-21MF a München melletti Deutsches Museum-ban, az oberschleisheimi repülőtéren

### Prototípusok, kísérleti altípusok
- Je–1: a MiG–19 szárnyát alkalmazó prototípus.
- Je–2, Je–2A (NATO-kód: Faceplate): Ugyanaz a sárkányszerkezet, mint a Je–1. Egy-egy darab épült mindkettőből. A Je–2 hajtóműve Mikulin RD–9, a Je–2A-é RD–11.
- Je–4 (I–500): az első deltaszárnyú prototípus
- Je–5: a második delta szárnyú prototípus, gyakorlatilag a Je–4 R–11 hajtóművel.
- Je–6: 1958-ra készült el. Három db készült belőle: Je–6–1, Je–6–2, Je–6–3. amelyekbe már az új, Tumanszkij R–11–300 típusú hajtóművet építettek be.
- Je–8: Prototípus, amelynek levegő beömlő nyílását a törzs alatt helyezték el, valamint a törzs elejére egy teljes átmérőjű radarkúpot és kacsa-elrendezésű vízszintes vezérsíkokat is kapott a hátsókkal kombinálva. Hajtóműve Tumanszkij R–21 gázturbinás sugárhajtómű. 2 db épült belőle 1962-ben.[18][19]
- Je–33:
- Je–50: nyilazott szárnyú prototípus.[20][21][22] Három altípusa épült, a Je-50-1, Je-50-2 (max. össztömeg: 8472 kg), Je–50–3 (max. össztömeg: 8610 kg). Egyes források még egy Je–50A-t említenek, ennek törzse alá a hajtóanyagot tartalmazó nagyméretű illeszkedő póttartályt szereltek.[23]
- Je–66: a MiG–21 egyik rekorder altípusa, melyre 1 db 3000 kg tömegű GRDU-2 rakéta hajtóművet is felszereltek. Két altípusa ismert, a Je–66A, ami az akkori emelkedési csúcsmagasság megdöntésére felkészített gép, valamint a Je-66B volt.
- Je–76:
- Je–150 (NATO-kód: Flipper): Nagyobb törzsátmérőjű, mint a MiG–21. Az U–2 felderítő repülőgépek elfogására tervezett vadászgép, melynek fegyverzete 2 db K–8 légiharc-rakéta lett volna. 1 db épült belőle, hajtóműve 1 db Tumanszkij R–15–300. 1958.
- Je–152 (NATO-kód: Flipper): A Je–150-re épülő, nagy teljesítményű repülőgép, legalább 3 világrekordot állítottak fel vele. A Je-152A-ban 2 db Tumanszkij R–11F típusú gázturbina volt, mert akkor még az R-15 nem volt felhasználható állapotban. 1959.
- Je–166: a Je–152 módosított változata, másik típusjelei: Je–152–1, ill. Je–152M. 1961. október 7-én sebességrekordot állítottak fel egy, a FAI (Féderation Aéronautique Internationale) által szabványnak tekintett 100 km átmérőjű körpályán, Mach 2,51-ot ért el. A gép a szovjet légierő Moszkva melletti monyinói múzeumában van kiállítva.
- MiG–21DPD (NATO-kód: Fishbed-G): Rövid felszállási úthosszú (STOL), meghosszabbított (a kabin és a függőleges vezérsík között nagyobb átmérőjű) törzsű, módosított gerincű kísérleti gép.
- MiG–21I / A–144 (NATO-kód: Analog): a Tu–144 szuperszonikus utasszállító fejlesztése idején végeztek aerodinamikai kísérletet ezzel a kísérleti altípussal. 2 db SZ-et(?) építettek át, amelyeken a gótikus (színuszos) szárnyformát tesztelték (a Tu–144-é kettős nyilazású delta) amin kombinált csűrő és magassági kormányok voltak elhelyezve. Különleges kamerákkal szerelték fel a gépeket. Az orrba és farokrészbe egy-egy 290 kg-os, mozgatható súlyt építettek be, amikkel a gravitációs tömegközéppont-módosulásra reagálást figyelték. A tesztrepülések 1968. április 18-án kezdődtek a Gromov Repülő Kutató Intézetben (ld. MAKSZ), a tesztpilóta O. V. Gudkov volt. 1969 végére 140 repülést teljesítettek 19 000 méter magasságig, 212 km/h-tól Mach 2,06-ig terjedő sebességtartományban. A fő tesztprogram befejezése után V. Konsztantyinov pilóta műrepülés közben lezuhant az első protopéldánnyal a Kutató Intézet területén. A második gépet a Tu–144-gyel repülő pilóták kiképzése után a monyinói múzeumban állították ki. Hajtóművük az R–13F–300.[24][25]
- MiG–21LS (cirill ЛШ): a – 21I-n alapuló kísérleti modell, amelyen az elvégzett kísérletek a MiG–23/27 kifejlesztéséhez szolgáltatott adatokat, illetve a Szuhoj foglalkozott vele T–8 jelzéssel.
- Az USA-ban egy Archangel Aerospace Trainer (AAT) program keretében átalakítottak egy, a Cseh Légierőtől megvett kétüléses, 3046-os oldalszámú kései MiG–21UM-et (beceneve Maching Bird 1) szuborbitális kiképző-repülőgéppé, melybe 4 db ~25 kN/db (5000 font/db, összesen ~100 kN) tolóerejű folyékony oxigén/kerozin hajtóanyagú rakétahajtóművet építettek be, hogy elérjék az 51 000-63 500 méter (160 000-198 000 láb) körüli csúcsmagasságot. Ezzel a gép képessé vált arra, hogy megdöntsön minden, földi felszállású repülőgép által felállított sebességi, emelkedési és magassági világrekordot. Az orr beömlő-nyílását és a pompázsgátló-nyílásokat áramvonalas lemezekkel befedték, a törzs végén a gázsugár-kiömlőnyílást áramvonalasabbá tették, valamint a mezoszférában való kormányozhatóság érdekében felszerelték reaktív kormányművel is (a nyílások egy része jól látható a szárnyfelek kilépőélei mögött). A gép minimális külső függesztménnyel (kamera) és belső berendezés meghagyásával épült át.[26] A Washington állambeli X-Rocket LLC-ben működő Rocket Academy Űrrepülő Kiképzők csapata által szervezett program célja az volt, hogy a tesztpilótáknak egy általános kiképzési profilt adjon, valamint hogy alapképzést kapjanak általa az „űrturizmus” civil résztvevői is.[27] A program támogatók hiányában félbemaradt.

### Sorozatban gyártott altípusok

#### Együléses altípusok
- MiG–21 (NATO-kód: Fishbed–A): Elő-széria, csak a szovjet légierő alkalmazta.
- MiG–21F (NATO-kód: Fishbed–B): F = Forszazsnij (utánégető kamrás hajtóművű). A DUASZ állás- és csúszásszögadó pitotcsövet az orr aljára szerelték, ami vontatás ideje alatt és parkoló állásban fel lehetett és kellett hajtani. 30 db épült belőle. Katonai jelzése Je–6, gyártmányjelzése 72.[28]
  - MiG–21F–12: a Finnországnak gyártott F–13. Más SZRO válaszadó volt benne, mint az F–13-ban.
  - MiG–21F–13 (NATO-kód: Fishbed–C): Az első, nagy darabszámban gyártott, fő-altípus. Hajtóműve a Tumanszkij R–11 gázturbinás sugárhajtómű, fegyverzete 2 db Vimpel K–13 (NATO-kód: AA–2 Atoll) levegő-levegő rakéta és 1 db egycsövű, 30 mm űrméretű NR–30 gépágyú. Mach-kúpja három állásban volt mozgatható. Gyártmányjelzése a 74. Kínában Csengdu J–7 és F–7 (NATO-kód: Skybolt) néven gyártották. A Magyar Néphadsereg is rendszeresítette.[29]
- MiG–21P (NATO-kód: Fishbed–D): P = Perehvatcsik (elfogóvadász feladatkör). A DUASZ állás- és csúszásszögadó pitotcső az orr aljáról felkerült a tetejére, középre. Csak 2 db légiharc-rakétával volt felszerelve, gépágyúja nem volt.
  - MiG–21PF (NATO-kód: Fishbed–D): PF = Perehvatcsik Forszazsnij. Új, RP–21 Szapfir típusú lokátort építettek be. A második fő-altípusa a MiG–21-nek. Katonai jelzése a Je–7, gyártmányjelzése 76. A Magyar Néphadsereg is rendszeresítette.[30]
  - MiG–21PFV (NATO-kód: Fishbed–E): PFV = Perehvatcsik Forszazsnij Viszotnij. Vietnám és Kuba részére gyártott trópusi alváltozat (hermetikus kivitelű kapcsolók, relék, csatlakozók, amelyek ellenálltak a magas páratartalomnak). Kuba is ilyeneket kapott.

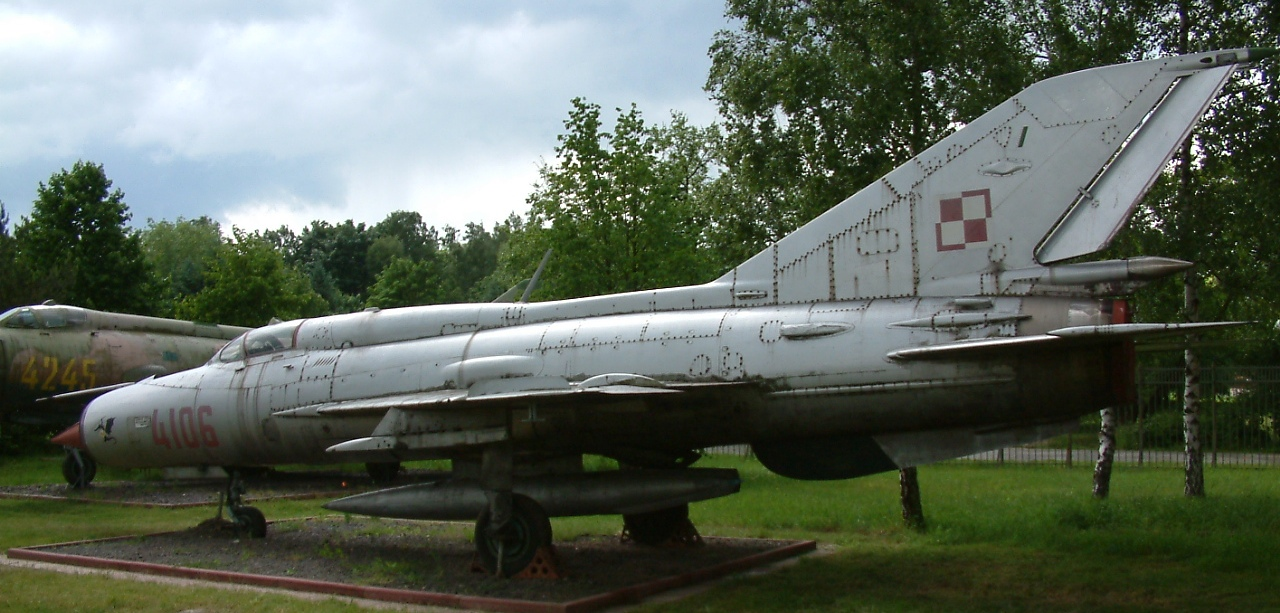
A 4106-os lengyel MiG-21PFM a Lengyel Repülési Múzeumban

- - MiG–21PFM (NATO-kód: Fishbed–E): PFM = Perehvatcsik Forszazsnij Modernizirovannij. Módosított radarral és hajtóművel, és R–802 típusú rádióval felszerelt alváltozat, a kabintetőn nincs periszkóp. Megnövelték a függőleges vezérsík felületét is. Hordozhatja a GP–9 gépágyú konténert a törzs alatt. Gyártmányjelzése 77-re változott.[31]

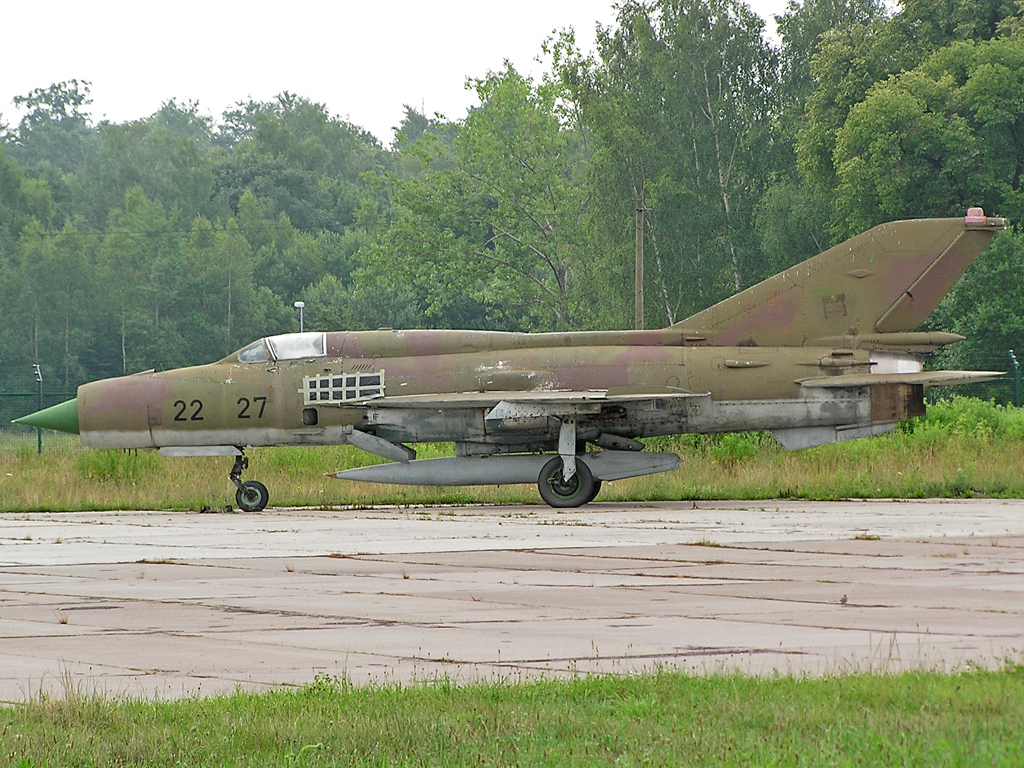
A keletnémet légierő egyik MiG-21SZPSZ-e.

- - MiG–21SZPSZ: NDK-s (kelet-német) PFM-verzió. SZPSZ a határréteg-lefúvó berendezést jelöli (ld. Szárny és vezérsíkok alfejezetet). A németek külön SZPSZ-K-val jelölték a GP–9 gépágyú konténerrel szerelt változatokat (K mint Kanone).
  - MiG–21PFSZ (NATO: Fishbed–F): Az Ugolok nyeba szerint ez a PFM korábbi megnevezése. katonai jelzése Je–7SZPSZ, gyártmányjelzése 94.
  - MiG–21PFM-SZPSZ (NATO-kód: Fishbed–F): Új, KM–1 típusú katapultüléssel. Gyártmányjelzése 94K.
  - MiG–21PFMA:
  - MiG–21R (NATO-kód: Fishbed–H): R = Razdvedcsik (felderítő feladatkör). A MiG–21PFM felderítő konténerrel (R és D típusú) felszerelt alváltozata, kabintetőn nincs periszkóp. Katonai jelzése Je–7R, gyártmányjelzése 94R.
- MiG–21SZ (NATO-kód: Fishbed–J): A DUASZ állás- és csúszásszögadó pitotcső az orr közép-tetejéről jobb oldalra került. Új, RP–22 típusú lokátort és egy, a törzs alsó részére függeszthető gépágyú konténert kapott (helytelenül MiG–21PFMA-nak nevezik), kabintetőn nincs periszkóp. Integrálták az R–3R rakétát. Erősebb szárnyfeleket kapott, már 4 db felfüggesztő csomópontja van. 1963. május 13-án szállt fel először. Hajtóműve R–13F2SZ–300, katapultülése KM–1. 1969–1974 között gyártották. Katonai jelzése Je–7SZ, gyártmányjelzése 95.[32]
  - MiG–21SZM (NATO-kód: Fishbed–J): SZM = SZ? Modernizirovannij. RP–22 lokátort, GS–23L beépített gépágyút, ASZP–PFD célzókészüléklet, módosított besugárzásjelzőt, RSZBSZN–5SZ közelnavigációs rendszert és KM–1 katapultülést kapott, kabintetőn nincs periszkóp. Hajtóműve a Tumanszkij R–13–300. Katonai jelzése Je–7SZM, gyártmányjelzése 95M.[33]
  - MiG–21M (NATO-kód: Fishbed–J): Az SZM módosított változata. Lokátora RP–21ML, célzókészüléke ASZP–PFD, kabintetőn nincs periszkóp. 1968-ban állt hadrendbe, 1971-ig gyártották a GAZ–30-ban. 1973. február 14-én állt hadrendbe az indiai légierőnél. Csehszlovákia is gyártotta MiG–21MA jelzéssel. Hajtóműve R–11F2SZ–300. Katonai jelzése Je–7M, gyártmányjelzése 96.[34]
  - MiG–21MT (NATO-kód: Fishbed-J): A MiG–21M módosított változata, hajtóműve az R–13F–300. Ennek módosított változata az MF.

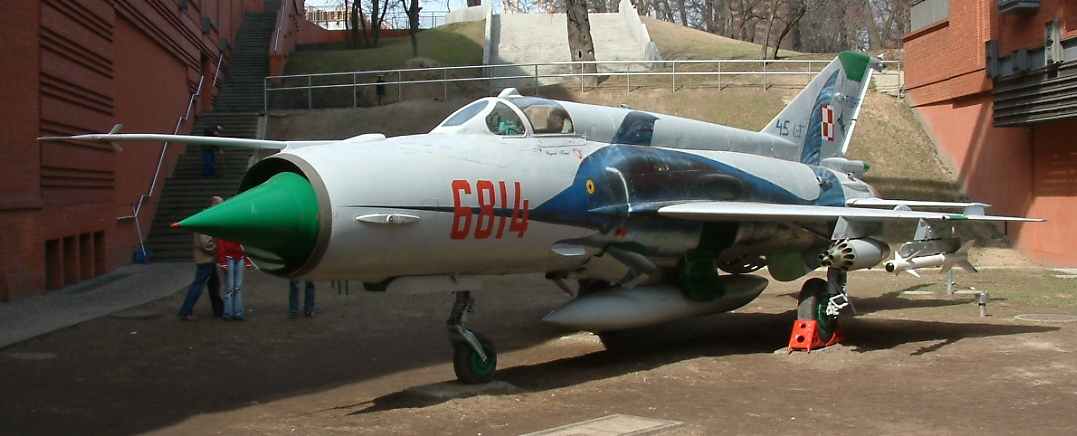
Lengyel 6814-es MiG-21MF, Lengyel Légierő.

- - MiG–21MF (NATO-kód: Fishbed–J): Többfeladatú vadászgép, RP–22 típusú radarral felszerelve, új, SZARPP–12 típusú fedélzeti adatrögzítőt (az ún. feketedoboz), AP–155 robotpilótát alkalmaztak. Hajtóműve a Tumanszkij R–13F2–300. A hajtóművön kívül ugyanaz, mint az M. A GAZ–30 1970–1974 között gyártotta. Katonai jelzése Je–7M, gyártmányjelzése 96. A Magyar Néphadsereg is rendszeresítette.[35]
  - MiG–21MFN (NATO-kód: Fishbed–J): Csehország légierőjében szolgált 12 db NATO-kompatibilissé átépített MF (N = NATO). A gépekbe NATO-kompatibilis IFF-válaszadót és rádiótechnikai eszközöket építettek be, átfestették őket "légifölény szürkére". Minden más változatlan maradt.
  - MiG–21RF (NATO-kód: Fishbed–J): A MiG–21MF felderítő konténerrel (R és D típusú) felszerelt alváltozata. Gyártmányjelzése 96R.

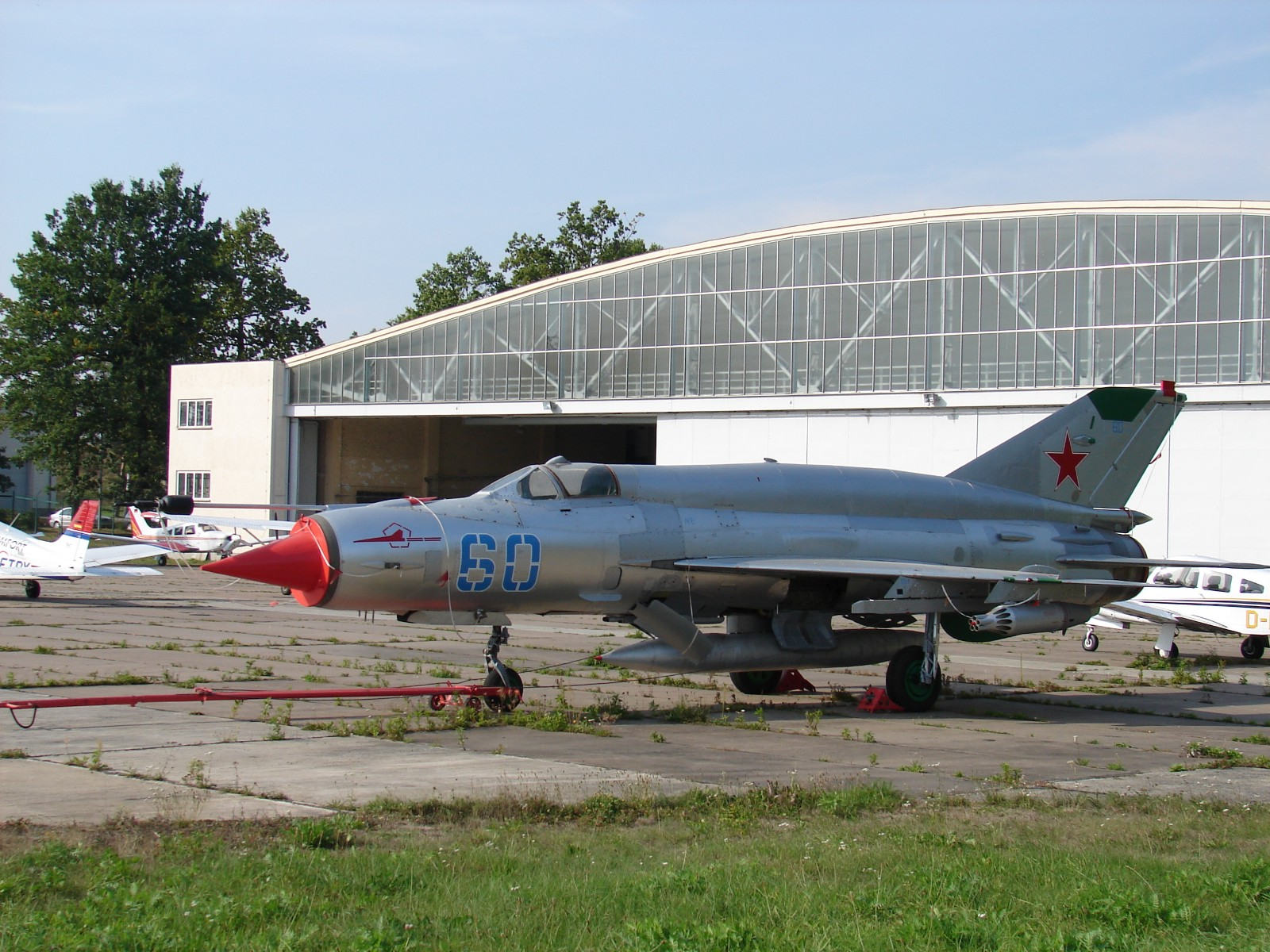
Egy MiG-21SZMT látható. Szembeötlő a megnövelt gerinctartály. A has alatti póttartály eleje felett jól kivehető a kinyitott melső törzsféklap, valamint a hátsó lyukacsos törzsféklap a stabilizátorlap előtt.

- MiG–21SZMT (NATO-kód: Fishbed–K): SZMT = Sz? Modernizirovannij Toplivo. Hajtóműve a Tumanszkij R–13F–300 gázturbinás sugárhajtómű. Megnövelt gerinctartályú altípus, ami egészen az fékejtőernyőig tart és ECM (Electronic Countermeasures, magyarul elektronikus ellentevékenység) képességekkel rendelkezik. Atomfegyver hordozására is alkalmas. Katonai jelzése Je–7SZMT, gyártmányjelzése 50. Szovjet repülőalakulatok állomásoztatták Magyarországon is. Érdekesség, hogy az 1980-as években SZMT-ket bisz gerinctartállyal építettek át nagyjavításukat követően, valamint létezett bisz-sárkánnyal épített nagytartályos SZMT is.

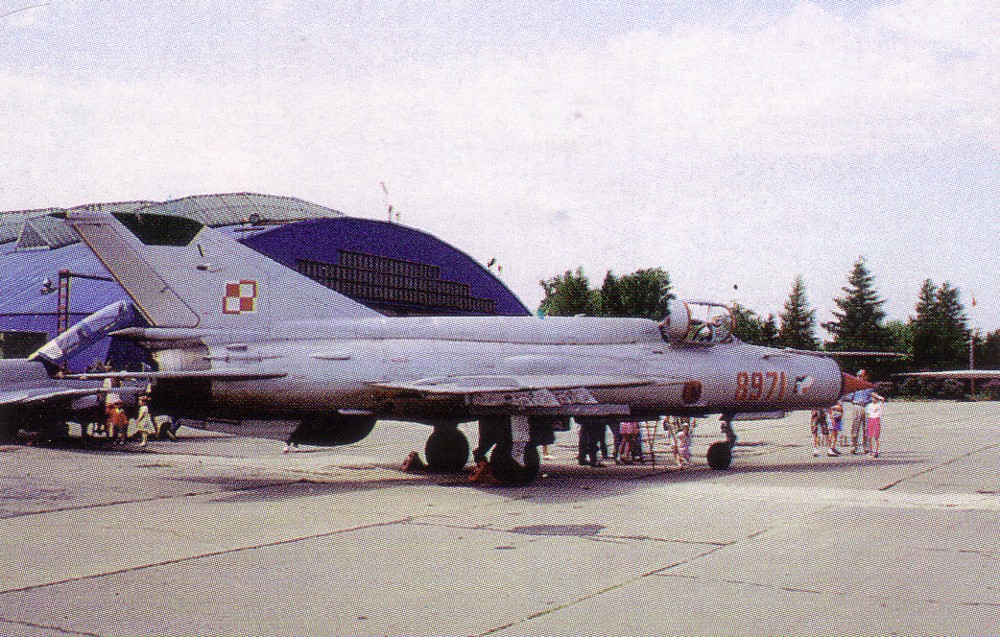
A Lengyel Légierő 8971-es MiG-21bisz-e. Jól látható a megnövelt, hosszú gerinctartály, ami majdnem elér az ejtőernyő gondolájáig.

- MiG–21bisz (NATO-kód: Fishbed–L): A Szovjetunioban legutoljára gyártott fő-altípus. Gerinctartálya hosszabb, magasabb és szélesebb, mint az MF-é, de rövidebb, alacsonyabb és keskenyebb, mint az SZMT-é (majdnem elér a fékernyő gondolájáig). Módosították a magassági kormány szerkezetét is (a belépőél törzshöz közelebbi részénél). A gépágyú lőszerjavadalmazása 250 db-ra nőtt, a célzókészülék már alkalmas nagy terhelésű manőver közbeni tűzmegnyitásra. Atomfegyver hordozására is alkalmas.
  - Hajtóműve a továbbfejlesztett Tumanszkij R–25–300 típus, amely rendelkezik egy második üzemanyagpumpával az utánégető-tér táplálásához. Ennek a CSR-nek (чрезвычайный режим, Csrezvicsajnij Rezsim, oroszul Vészüzemmód) nevezett rendszernek köszönhetően 4000 méter alatti repülési magasságokon rövid ideig 97,4 kN tolóerő alkalmazható (ez békeidős gyakorlaton 1 percig, éles légiharcban 3 percig lehetséges a túlmelegedés veszélye miatt, illetve a CSR üzemmód használata a javításközi üzemidőt jelentősen csökkenti). Ezzel a látványos lángcsóvát produkáló teljesítmény-növeléssel a MiG–21bisz típus kicsivel 1,0 feletti tolóerő-tömeg arányra tett szert, és 254 m/s emelkedőképességével manőverező-légiharcban valamelyest eséllyel szállhatott volna szembe az újabb generációs amerikai F–16, F–18 típusokkal – bár azok kimagasló avionikai (radar és elektronikai berendezések) képességeivel továbbra sem rendelkezett. Ennek is köszönhető, hogy 1982-ben egy szír bisz eredményes tudott lenni egy izraeli F–15C ellen (jelentősen megrongálta).
  - A MiG–21bisz gyártmányjelzéseiből három további alváltozatot különböztetünk meg: 75A, 75B és 75K. A dolog érdekessége, hogy a Magyar Néphadseregben a 75A és a 75AP állt hadrendben. A 75AP-ben a többiben alkalmazott parancsadórendszer helyett az RSZBN közelnavigációs rendszer lett beépítve. Ennek antennái jól láthatóak a gép orra elején, a levegőbeömlő alatt, ill. a függőleges vezérsík tetején. A Magyar Néphadsereg is rendszeresítette.[36]

#### Kétüléses altípusok
- MiG–21U (Mongol–A): A MiG–21F–13 kétüléses gyakorló változata, a orr-beömlőnyílás jobb felső részén kicsi TP–156 típusú vészpitotcső van, F–13-as függőleges vezérsík. Módosítottak a műszerek megvilágításán is (vörös fény az UV-sugarak helyett), ami jobban megfelelt az éjszakai üzemeltetéshez. Katonai jelzése Je–6U, gyártmányjelzése 66–400.[37]
- MiG–21U (Mongol–A): A MiG–21F–13 kétüléses gyakorló változata a PFM-változat függőleges vezérsíkjával felszerelve, de még a kicsi TP–156 típusú vészpitotcsővel szerelve. Katonai jelzése Je–6U, gyártmányjelzése 66–600.
- MiG–21USZ (Mongol–B): Hajtóműve az R–11F2–300, KM–1M katapultüléssel szerelt. Katonai jelzése Je–6USZ, gyártmányjelzése 68.[38]
- MiG–21USZM (Mongol–B): Katonai jelzése Je–6USZM, gyártmányjelzése 68A.
- MiG–21UT
- MiG–21UM (Mongol–B): A MiG–21MF kétüléses, kiképző változata SZPSZ határréteg-lefúvó rendszerrel, PVD–7 típusú vészpitotcsővel szerelve. Hajtóműve R–11F2SZ–300. Katonai jelzése Je–6UM, gyártmányjelzése 69.

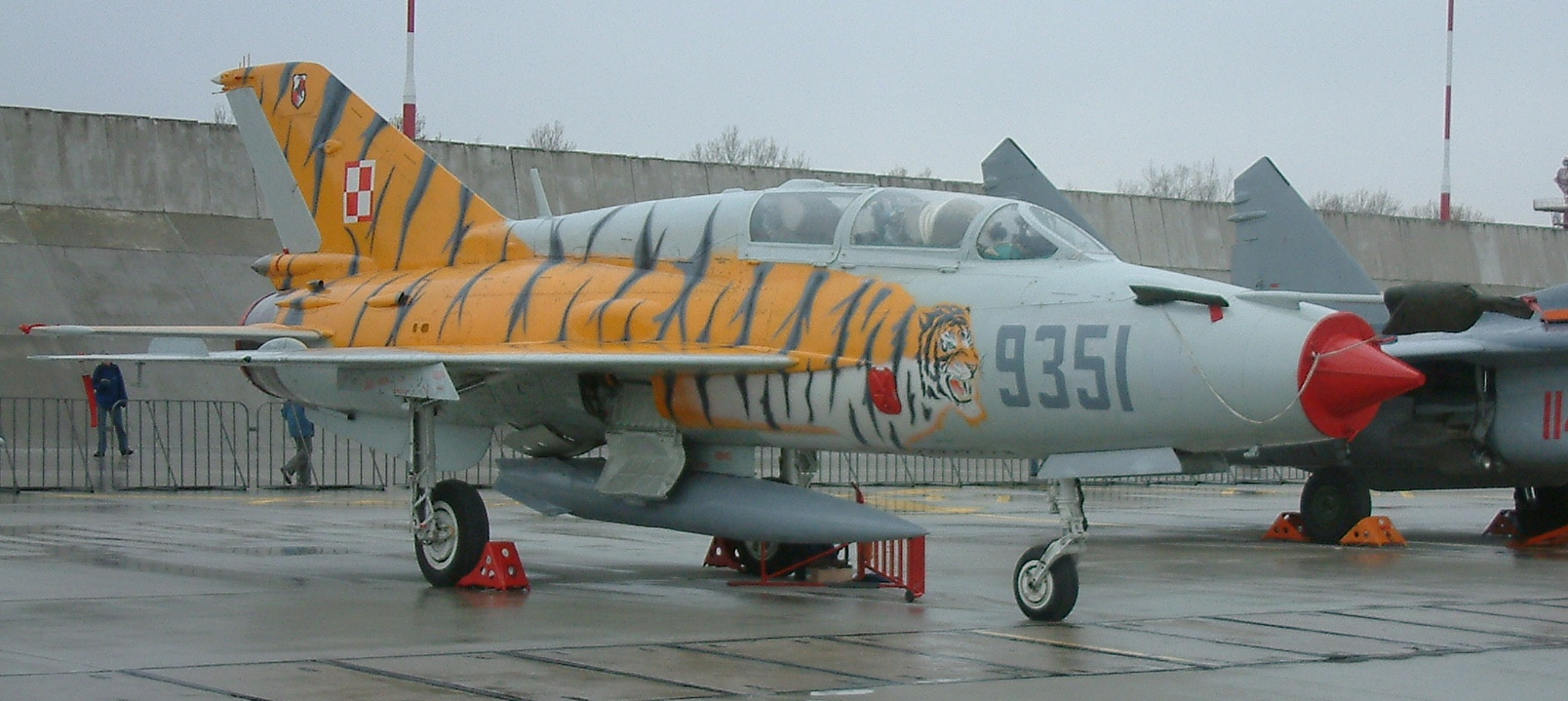
A Lengyel légierő 3. harcászati vadásszázadának egyik MiG–21UM gépe látható NATO Tiger Meet színben. A gerinc végében a függőleges vezérsík előtt látható az új rádió antennája, a has alatt pedig egy 490 literes póttartály.

- MiG–21UM (Mongol–B) kései: A MiG–21MF kétüléses, kiképző változata, PVD–7 típusú vészpitotcsővel szerelve. Új, P–832 típusú rádiót kapott, ami a gerinc hátsó részén levő késantenna révén tudható, ami a 69-esen még nem található meg. Katonai jelzése Je–6UM, gyártmányjelzése 69A.

Magyarországon repültek olyan MiG-21UM-ek is, amiknek a szárnyfelei az SZMT/MF/bisz altípusoké voltak, azaz 4 db fegyverfelfüggesztő csomópont volt rajtuk, bár a külsőket „bevakították”. Az átépítés Tökölön történt (oldalszámuk 904–907).

### A Szovjetunión kívül gyártott altípusok

#### Kínában gyártott altípusok
- J–7: Az első szovjet alkatrészekből épített prototípus 1964 decemberében lett készen, első repülése 1966. január 17-én volt, lajstromjele 0002. Ez az altípus megegyezett az F–13-assal. 12 db gép készült el, amiket alacsony gyártási minőségük miatt nem állították hadrendbe, tesztfeladatokra használták fel őket.
- J–7I (vagy J–7A): 1976 első felében készült el, első felszállása júniusban történt. Módosítások: bal oldalra még egy NR–30 gépágyú, fékező ejtőernyő a függőleges vezérsík alsó részébe szerkesztett gondolába, az oldalkormány alá került. A Mach-kúp folyamatosan mozgatható lett. Exportváltozata az F–7A. Ebbe WP–7B hajtómű került. Albánia és Tanzánia vett belőle. Kínában az 1990-es évek végén, Albániában 2002-ben vonták ki a hadrendből.
- J–7II (vagy J–7B): 1978. december 30-án repült először. Gyártását az 1990-es évek elején állították le.
  - F–7B 1982 májusában szállt fel. Egyiptom, Irak és Szudán vette meg.
    - F–7BS: Srí Lankának 1991-ben szállított, az M szerint módosított B.

  - F–7M AirGuard: 1983. Banglades (F–7MB), Irán, Mianmar (Burma), Zimbabwe.
    - F–7P Skybolt: az M módosított változata, Pakisztánnak fejlesztették ki 1988-ban.
    - F–7MP: a P szerint módosított M. Iránnak is szállítottak belőle F–7N típusnéven.

  - J–7IIA: 1983-ban szállt fel először
  - J–7IIH (vagy J–7H): 1985 márciusában repült először. A DUASZ alul van.
  - J–7IIM: az F–7M szerint korszerűsített J–7II. Sosem valósult meg.
  - J–7MP: az F–7MP szerint korszerűsített J–7II. Sosem valósult meg.
- J–7III (később J–7C): 1984 márciusában szállt fel.
  - J–7IIIA (később J–7IV, majd J–7D): modernizált J–7III. 1988-ban kezdték fejleszteni, 1995-ben állt hadrendbe, 1999-ig gyártották. Kb. 30 db készült el. Integrálták a PL–7 rakétát is, amit Kínában nem rendszeresítettek. Készült F–7D jelű exportváltozata is, de nem adtak el belőle semelyik országnak.
- J–7E: Fejlesztése 1980-as évek második felétől, első repülés 1990-ben. A berepülési program 1992-ben fejeződött be, hadrendbe 1995-ben állt. Jelentősen módosult a szárny, kettős deltaszárnya lett. 2002-ben fejezték be a gyártását.
  - J–7EB: fegyver nélküli változat, az Augusztus 1. műrepülő csapat használta.
  - F–7MG: 1996-ban mutatták be a zsuhai repülőgép kiállításon. Banglades vásárolt belőlük F–7BG jelzéssel.
  - F–7PG: Az MG pakisztáni igény szerint módosított változata. A szélvédő már egy részből készült, új olasz Grifo II impulzusüzemű lokátor, PL–9 légiharc-rakéta integrálása. 56 db gépet vettek.
- J–7G: A J–7E-n alapuló "csúcsverzió". Első repülése 2002-ben volt, hadrendbe állása 2004-ben történt meg. Az izraeli EL/M2001 lokátor alapján kifejlesztett KLJ–6E Liejuing lokátorral szerelték fel, sisakcélzó rendszert is integráltak.
  - J–7GB: az EB-t felváltó fegyvertelen változat, szintén az Augusztus 1. műrepülő csapat használja.
- JJ–7: A J–7II kétüléses gyakorló változata. Exportváltozatának típusjelzése FT–7A. 1981-ben kezdték meg a gyártást, az első 1985-ben repült először és 1987-ben állt hadrendbe a típus. Hasonlít a 66–400-as U-ra. 1 db Type 23-3 gépágyút szereltek be, lőszerjavadalmazása 60 db, rendszereibe integrálták a PL–5 légiharc-rakétát is.
- JJ–7A: korszerűbb kétüléses altípus, 1990-ben szállt fel először, Pakisztánnak készültek a gépek FT–7P jelzéssel. HUD-okat, besugárzásjelzőket, erősebb, WP–7BM hajtóművet, 2 db Type 30–1 gépágyút szereltek bele.
  - FT–7PG: Szintén Pakisztánnak készült gépek. A hátsó katapultülést megemelték, ezért a leszállást segítő periszkópot elhagyták. Olasz Grifo lokátorral szerelték fel, teljesértékű harcigép.
  - FT–7NG: Nigériának és Namíbiának szállított PG.

A kivont J–7 altípusokat éleslövészeteken távirányítású célgépeknek használják, valamint ismeretlen mennyiség van lekonzerválva egy lehetséges Tajvan elleni invázió esetére, az első támadóhullámban bevethető távirányítású robotrepülőgépekként felhasználva.

#### Indiában gyártott altípusok
- MiG–21FL (NATO-kód: Fishbed-E): Indiában, licenc alapján gyártott MiG–21PFM, az első nagy darabszámban hadrendbe állított Fishbed-altípusuk. 1973 év végéig gyártották. Az 1971-es háború alatt 8 indiai vadász-században szolgált. A típus 2006-ban még két század, valamint a MiG Operational Flying Training Unit (magyarul MiG műveleti repülő-kiképző egység) és a Operational Conversion Unit (magyarul műveleti átalakító egység) repülte. Gyártmányjelzése a PFM-é, azaz 77.[40]
- MiG–21M (NATO-kód: Fishbed-H): Indiában, licenc alapján 158 db-ot gyártott a HAL.

## Korszerűsítési programok
A típus modernizációját sürgető első ország Egyiptom lett, miután az 1973-as „októberi háborúban” Izrael döntő csapást mért légierejére. A másik, nem kevésbé döntő ok az volt, hogy nagyszámú Fishbed-flottájának korszerűsítésére már nem kapott megfelelő szovjet támogatást sem politikai, sem gazdasági téren, ezért a gépek „nyugatosítása” mellett döntöttek. A programba bevonták a British Aerospace-t és a Rolls-Royce-t is. A korszerűsítés keretében módosították az avionikai berendezéseket: GEC–Marconi HUD-ot, Teledye gyártmányú navigációs és IFF-berendezést, Tracor gyártmányú AN/ALE–40 infra- és dipólszóró zavarórendszert építettek be a gépekbe. A modernizált gépek képessé váltak nyugati fegyverek – többek közt az AIM–9 Sidewinder légiharc-rakéták – bevetésére is.
Az egyiptomit követően több más, korai korszerűsítési program kidolgozása kezdődött a Szovjetunió összeomlása után, a volt szovjet gyárak – még nem összefogva – keresték a kiutat a csődből. Az első ilyen próbálkozást az 1992-es Mosaeroshow–92-n mutatták be egy modernizált orosz bisz-en. A gépre R–27 és R–73 rakétamaketteket függesztettek, hogy demonstrálják az avionikai modernizálásban rejlő lehetőségeket.

### RSZK MiG / HAL – MiG–21UPG
Nem sokkal később az oroszok felvették a kapcsolatot Indiával, feladatul kapták az Indiai Légierőben szolgáló MiG–21bisz-ek modernizálási programjának kidolgozását. A MiG–21UPG néven futó projekt végül Indiában a MiG–21–93 nevet kapta.
- MiG–21–93 Bison: Az első gyártási szerződéseket 1993-ban írták alá (innen ered a típusjelölés is), majd 1996-ban a véglegeset, mely szerint 125 db üzemidő szerint kiválasztott indiai MiG–21bisz-t fognak felújítani és többfeladatú vadászgéppé átépíteni, 50 db-os opcióval. Az átépítést az RSZK MiG – a Nyizsnyij Novgorod-i Szokol Repülőgépgyár gyár (volt 21. sz. Állami Repülőgépgyár) – és egyéb, korábban a MiG–21 gyártásába beszállító cégek, valamint az indiai HAL együttműködésével végezte. Az első két bisz-t a Nyizsnyij Novgorod-i Szokol-gyár építette át, amelyek 2000 decemberében érkeztek vissza Indiába. Ezt követően a HAL végezte a modernizációs programot orosz csomagok segítségével. Az első HAL által módosított példány a 2001. október 8-ai újdelhi légiparádén mutatkozott be a nyilvánosság előtt.

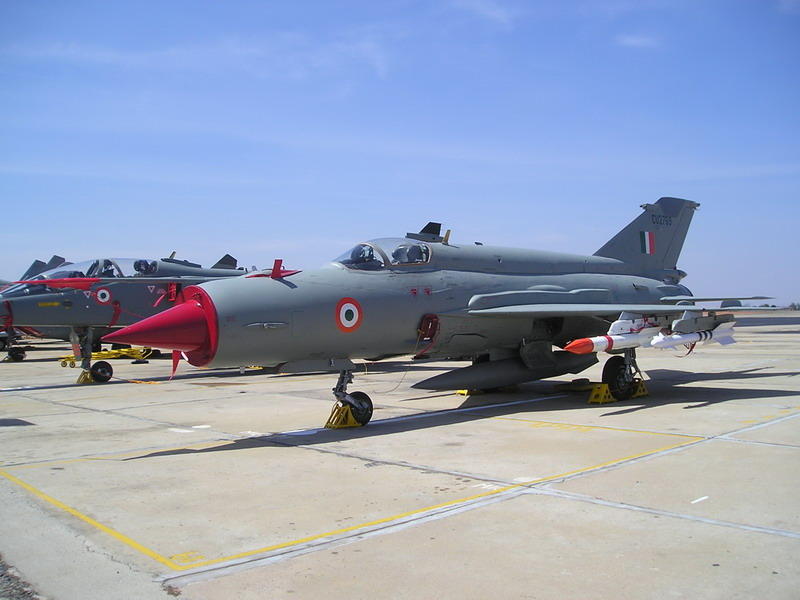
Egy MiG–21–93 az Aeroindia 2005 légishown. A gép szárnya alatt a belső felfüggesztőn egy R–77, a külső felfüggesztőn egy R–73 légiharc-rakéta látható. Jól megfigyelhető a módosított, megnövelt szélvédő és kabintető is.

Az átalakítások során új fegyvereket integráltak az altípus rendszereibe: RVV–AE, R–27–R1, R–27–T1, R–73E levegő–levegő rakéták, valamint KAB–500Kr irányított bombát és SZ–8 nemirányított levegő–föld rakétát, az eredeti fegyverek alkalmazhatósága mellett. Beépített fegyverzete egy GS–23L gépágyú 200 db-os lőszerjavadalmazással. Új tűzvezető rendszert építettek be a Fazotron gyártmányú Kopje többüzemmódú radarral együtt, amely nyolc légicél követésére és ebből kettő egyidejű támadására képes, továbbá a térképező üzemmód. A francia Sextant Avionique (ma már Thales) cég Topflight avionikai rendszereit építették be, amely hivatott összekötni többek közt a fegyvermenedzselő fedélzeti számítógépet, az izraeli El-Op gyártotta HUD-odot, a 2 db többfunkciós folyadékkristályos kijelzőt (MFD), a digitális térképeket, a HOTAS-rendszerű kezelőszerveket (botkormány, gázkar), a Thales gyártmányú Topsight sisakra szerelhető célmegjelölő rendszert, az új – lézergiroszkópos inerciális – navigációs rendszert (INS). Új izraeli rádiót és kódoló-dekódolót, új – szintén izraeli fejlesztésű – radar-besugárzásjelző berendezést (RWR) és elektronikai ellentevékenységre (ECM) képes rendszert kapott infracsapda- és dipólszóró berendezésekkel, valamint új, Karat nevű fedélzeti adatrögzítő rendszert (feketedobozt) is beépítettek. Felújították az energiaellátó berendezéseit és légkondicionáló berendezéseket szereltek be. Az eredeti hajtómű, az R–25–300 megmaradt, de teljesítményét leszabályozták (mára már sokadrangú funkcióvá vált a Mach 2-vel való repülés), így érték el üzemidejének meghosszabbítását. A modernizálás keretében a sárkányszerkezet „nulla idejűvé” vált, azaz teljes strukturális javításon és megerősítéseken esett át. Új, nagyobb kabintetőt és osztás nélküli szélvédőt kaptak a gépek. A korszerűsítési csomag lehetővé tette az üzemállapot szerinti, naplózott karbantartási szolgáltatást is. Mivel a rendszer nyitott lett, későbbi összetettebb felújítás és nem orosz fegyverek alkalmazásának lehetősége is lehetővé vált. Eme modernizálással a típus belépett a negyedik generációs típusok közé. A repülőgép felszálló tömege (normál/max.) 9200/10 400 kg, maximális fegyverterhelése 1300 kg. Az Ufai Gépgyár által gyártott Tumanszkij R–25–300 gázturbinás sugárhajtómű tolóereje normál üzemmódban 69,60 kN, utánégetővel 97,10 kN. Maximális túlterhelhetősége 8,5 g, legnagyobb sebessége nagy magasságban 2175 km/h, földközelben 1300 km/h, hatótávolsága tüzelőanyag-póttartállyal 2100 km, póttartály nélkül 1210 km, szolgálati csúcsmagassága 17 300 m.
Az RSZK MiG modernizációs programja iránt több ország is érdeklődött, de később nem születtek érdemi megállapodások.

### MiG–21 2000 / Lancer

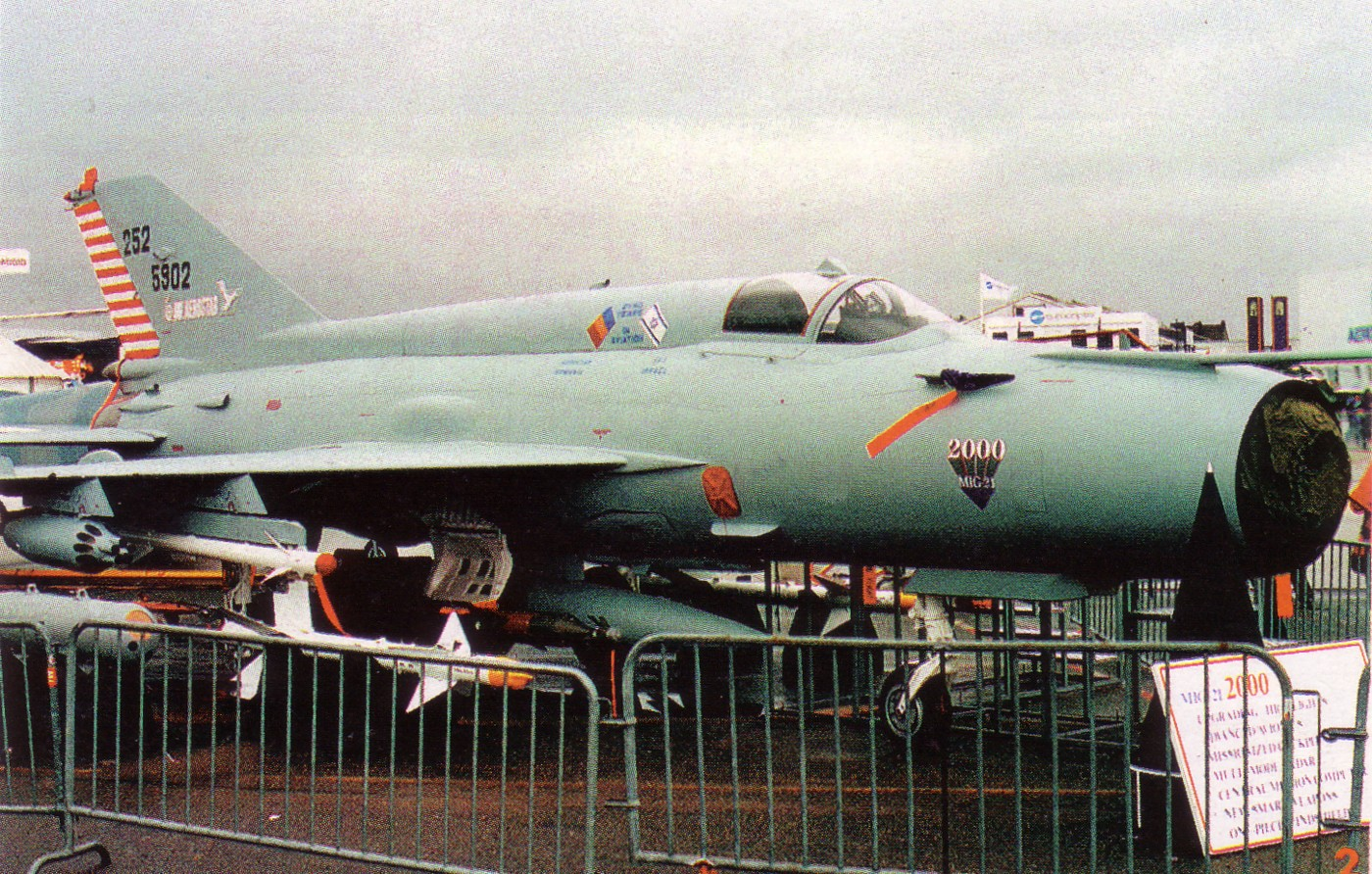
MiG–21–2000 az 1993-as párizsi Le-Bourget légiszalonon

Az 1992-ben Románia és Izrael keretmegállapodást írt alá a kiválasztott román M, MF és UM altípusok felújítására és „nyugatosítási” programjának kidolgozására. A tesztpéldányt a román Aerostar SA és az izraeli IAI LAHAV Division készítette el, melyet az 1993-as Le Bourget-i légiszalonon bemutattak MiG–21 2000-ként az IAI standján. A kidolgozott programban célként tűzték ki a teljes üzemidő hosszabbításon túl, hogy a korszerű avionikai rendszerekkel felszerelt gép képes legyen látóhatáron túli célok leküzdésére, „pilóta-barát” ergonomikus kabinnal rendelkezzen és egyidejűleg legyen képes hordozni mind az orosz, mind a „nyugati” fegyvereket is. A MiG–21 2000-et – a romániai kis átalakítást leszámítva – más ország nem rendelte meg. 1993 közepén az Elbit Systems Ltd.-t választották ki a rendszerintegrálások kidolgozására. 1993. november 15-én hivatalosan is megkezdték a modernizálást.
Az öt vállalat alkotta konszern – az orosz MiG MAPO (ma RSZK MiG), a francia Thompson (ma Thales), a brit GEC Marconi és az izraeli Elbit Systems Ltd., ill. IAI LAHAV Division – az 1990-es évek első felében átdolgozotta a MiG–21 2000-et, majd a későbbi Lancer-program – amelyet kezdetben az 1989. április 30-án UM-mel lezuhant és meghalt román vadászpilóta-költő, Doru Davidovici alezredes után DD-nek kereszteltek – kivitelezését a bákói Aerostar repülőgépgyár hajtotta végre. Az együléses – 714-es farokszámú – Lancer I protípus 1995. május 24-én szállt fel először (bemutatták a Farnborough 96 légiszalonon), a 327-es farokszámú kétüléses Lancer II prototípus 1996. május 6-án, a 6607-es számú Lancer C pedig 1996. november 6-án. Az első teljesen felszerelt gép 1998 áprilisában repült először. Az átalakítás során három változatot dolgoztak ki: a támadó és felderítő feladatkörre optimalizált A-ból 75 db-ot (MiG–21M-ek), a légvédelmi feladatú C-ből 25 db-ot (MiG–21MF-ek), míg a kétüléses oktató B-ből 14 db-ot építettek (MiG–21UM-ek), összesen 114 db-ot. Az átalakított gépeket Lancer-re (magyarul lándzsás) keresztelték, melyet a 2000-es évek elejétől LanceR-nek írnak (az R valószínűleg utalás Romániára).
A program keretében több izraeli és brit műszert is beépítettek a gépekbe, a három változat felszereltsége többségében azonos. Mindhárom változatba központi számítógépeket építettek, integrálták a MIL–STD–1553B nagysebességű multiplex adatbusz rendszert, többfunkciós folyadékkristályos kijelzőket (MFD) építettek be a műszerfalba, új HUD-ot kaptak, valamint HOTAS-rendszerűek lettek a fő kezelőszervek (botkormány és gázkar). Integrálták még a DASH (Display And Sight Helmet) sisakkijelzőt is, amellyel – az izraeli F–15-öket és F–16-okat leszámítva – megelőztek minden negyedik generációs vadászrepülőgépet. NATO-kompatibilis kommunikációs és navigációs rendszereket (TACAN/GPS/ILS és Litton Systems gyártmányú INS-t), CCD kamerát, kétcsatornás videofelvevőt, számítógépes feladattervező rendszert, digitális adatátviteli rendszert (DTS) és az SZARP helyére – PCMCIA-n keresztül kommunikáló – adatrögzítő berendezést építettek, melyek meggyorsítják a repülés utáni kiértékelést. Új kétszeresen biztosított rádiót, IMI gyártmányú SAMP 60 típusú infracsapda- és dipólszóró berendezéseket (mindkét oldalon a pótvezérsík felett lettek elhelyezve), IAI-ELTA Systems EL/L–8222R típusú ECM-rendszert és Elisra SPS–20 típusú radar-besugárzásjelzőt (RWR) integráltak a rendszerbe (a szenzorok láthatóan a farok tetején és a kabin alatt). Mind a 114 db gépbe függesztménymenedzselő rendszer (SMS) került. Az eredeti orosz fegyverek mellett megkapták az R–73-at, valamint az izraeli Python 3 és francia Magic II infravörös légiharc-rakétákat is lehet alkalmazni, továbbá a Rafael által fejlesztett Litening célmegjelölő konténer integrálásával lehetővé tették az IAI Lizard lézer és az Elbit Opher infravörös önirányítású bombák bevethetőségét is. Ezen túlmenően az Elbit és az Aerostar közösen kifejlesztett egy nagyméretű, ARP típusú felderítőkonténert is a LanceR-ek számára. A 114 db gép teljes strukturális vizsgálatot és megerősítést kapott, a program befejeztével a MiG–21UPG-hez hasonlóan ezek is „null-idősnek” minősülnek. Ebben a programban is tervezték lecserélni a szélvédőket egyrészesre, de végül meghagyták az eredetiket.
A különbségek az eltérő feladatkörből adódnak. A C változatba – a légvédelmi feladatok jobb ellátása érdekében – a többfeladatú, IAI-ELTA Systems EL/M–2032 típusú tűzvezető rádiólokátort építették be, míg az A-kat és a B-ket EL/M–2001B típusú rádió-távolságmérővel látták el. Továbbá az A/B-k műszerfalain egy MFD kapott helyet, a C-ken pedig kettő és a két változatnak eltérőek a HUD-jai.
A LanceR-ek 1999-ben álltak szolgálatba, előreláthatóan 2011-ig kívánják őket hadrendben tartani, a váltótípus kiválasztását és szolgálatba állását követően kivonják őket. A modernizációs program kis mértékben, de kapcsolódik a kidolgozott, de végre nem hajtott F–16 ACE programhoz (a program keretében modernizálandó izraeli F–16A-kat is indítanának a román vadászgép-tenderen).
- Az 1990-es évek végén az Aerostar SA és az Elbit Systems Ltd. kifejlesztette a bisz-re épülő Lancer III programot is, de senki sem vette meg. A 165-ös oldalszámú, román felségjelzésű bisz 1998. október 6-án szállt fel először, bemutatták a Farnborough 98 légiszalonon is.[47]

## Megrendelő és üzemeltető országok

### A Varsói Szerződés tagállamai
A VSZ tagállamaiban – a Szovjetunió több százas nagyságrendű gépparkját nem számolva – több mint 2700 darab MiG–21 teljesített szolgálatot egyazon időben. Ehhez kapcsolódott még egyéb szovjet érdekeltségű európai ország, úgymint az Albánia, Finnország és Jugoszlávia légiereiben szolgáló gépek. Megközelítőleg 3000 darabról lehet szó. Ez egyedülállóan magas szám a második világháborút követően Európában állomásozó repülőgéptípusok körében. Az egyetlen típus, amely az összes európai szocialista ország légierőjében szolgálatot teljesített, meglehetősen sokáig: Csehországban és Romániában „túlélte” a leváltására hadrendbe állított utódtípusok kivonását, a MiG–23-at és a MiG–29-et is, amit erős szerkezete és alacsony üzemeltetési költségei tettek lehetővé.

#### Szovjetunió és utódállamai
A Szovjetunió mindkét légiereje, a Honi Légvédelem Csapatok (Protivovozdusnaja Oborona, PVO) légiereje és a Szovjet Front Légierő (Vojenno vozdusnye szili, VVSZ) is szolgálatban tartotta, összesen körülbelül 5000 db-ot. Az unió felbomlása után az egyes tagállamok részarányosan kaptak a volt-szovjet repülőkészletekből. A legnagyobb üzemeltetők továbbra is Oroszország, Ukrajna és Fehéroroszország maradtak.

#### Albán Légierő
1970 közepén 12 darab kínai Csengtu gyártású F–7A-t vásároltak az Albán Légierő részére, amik novemberben érkeztek meg Durrës-be. Itt kínai szakemberek szerelték össze és repülték be a gépeket. Az első gép kínai berepülőpilótával decemberben szállt fel, albán pilóta első alkalommal 1971 januárjában szállt fel a típus gépeinek egyikével. Annak ellenére, hogy kínai gyártmányok voltak, a légierő MiG–21-nek nevezte őket. A gépek az 5646. ezred (Regjimenti 5646) állományába kerültek, a Gjadër-i légibázisra, körülbelül 70 km-re Tiranától. Mivel a szovjet gyártású MiG–19PM-eket 1965-ben elcserélték kínai gyártású Senjang F–6-osokra (MiG–19SZ), így a PL–2 légiharc-rakétákat (az R–3SZ kínai másolata) egyedül az újonnan vett F–7A-k tudták hordozni és bevetni. A 12 gép után nem volt több beszerzés, közülük 10 darab érte meg az 1997-es szocialista rendszer bukását. Az 1990-es évek elején az NSZK több hajtóművet átadott a részükre a volt NDK-s gépek állományából, felváltva a megbízhatatlan kínai szállításokat. Ezek a német ellátások lehetővé tették a Jugoszláv Légierő gépeinek elrettentését 1998-ban, valamint néhány gép részt vehetett az Albán Fegyveres Erők fennállásának 90. évfordulójára rendezett légiparádén is, 2002 decemberében. Nagy valószínűséggel Albánia az F–7A altípus utolsó üzemeltetője. A légierő 2002-ben megkezdte az összes repülőgépük átvizsgálását és javítását, ezért az érintett gépeket a Tirana-Rinas-i légibázisra rendelték. Kényszermegoldásként Ukrajnával tárgyalásokat kezdtek 10 darab bisz átvételéről, amik azonban nem hoztak sikert, így az F–7A-k modernizálása ügyében Romániával is kapcsolatba léptek. Mivel 2005 végén az albán kormány úgy döntött, hogy az összes merevszárnyú repülőgépüket kivonják, így vélhetően ez a tárgyalás sem járt sikerrel. A kivonással együtt járt a légierő létszámának csökkentése is, az érintett műszaki és hajózó állomány nagy részét is elbocsátották. A 2006. április 24-ei Légierő Nap alkalmával még engedélyezték a gépek búcsúrepülését. Két repülésre alkalmas példány (0207 és 0209, fehér színűek középszürke orrgyűrűvel) Tirana-Rinas-ban maradt, a másik nyolc gépet a Gjadër-i bázis barlanghangáraiban helyeztek el. A többi repülőgépet is ezen a bázison tárolják, többnyire a szabad ég alatt. Az albán hadvezetés ezen nyolc gép polgári értékesítését reméli, lévén a gépek 300-600 órákat repültek, viszont korróziós problémák miatt már hadicélokra nem használhatóak. Illetve ideális múzeumi példányokká válhatnak.
Lajstromjelek (piros színű nagy számok az orrfutó akna felett): 0201, 0203, 0205, 0206, 0207, 0209, 0304.
Forrás:

#### Bolgár Légierő
A Bolgár Légierő (Военновъздушни сили, ВВС) 1963 nyarán kezdte meg rendszeresíteni a típust, miután a bolgár műszakiak és hajózók átestek a Szovjetunió krasznodari oktatóközpontjában szervezett kiképzéseken. Szeptemberben 12 darab F–13-as altípust állítottak hadrendbe a 19. vadászrepülő ezred (19. IAP) kötelékében, a graf ignatevói légibázison, ahol a MiG–19-eseket váltották le. 1974-ben a még üzemelő 9 darab gépet a tolbuhini 26. felderítő-repülőezred (26. RAP) kötelékébe sorolták át, ahol 1988-ig láttak el felderítő repüléseket.
1965-ben 12 darab MiG–21PF érkezett szovjet legénységgel a 18. IAP kötelékébe, Gabrovnica repülőterére. Innen az 1980-as évek közepén a megmaradt 9 gépet a 21. IAP állományába sorolták és az Uzundzsovo repülőtérre települtek át, majd Dobricsba (Tolbuhin), ahol 1991-ben fejezték be a repülést.
1966-ban – a szovjet érdekeltségekben elsőként – 12 db MiG–21PFM-et kaptak, amely a ravneci repülőtérre került a 15. IAP állományába. A Légierő 1977–78-ban másodkézből újabb 36 darab PFM-et szerzett be a Szovjetunión keresztül. Ezek a gépek szintén a 15. IAP-be kerültek, Balcsik, Ravnec és Gabrovnica repülőterein helyezték el őket. 1985-től az 1992-es kivonásukig a PFM-ek a kameneci kiképzőezrednél szolgáltak, a kétüléses USZ/UM-ekkel együtt. Később még 2 darabot beszeretek 1986-ban oktatási célra, a kettőből az egyik a 2. Kiképző-harci repülő ezred (Ucsebno-bojen aviacionen polk, UBAP) állományában szolgált szintén a kameneci bázison.
1966-ban a három együléses változatot (F–13, PF, PFM) követően hadrendbe állították az első kétüléses változatot is 1 darab MiG–21U képében. A gépet az összes ezred használta rotációban, vetésforgó-szerűen. 1969-ben beérkezett 3 darab újabb USZ-változat, majd 1970-ben ismét 3 db USZ.
1969-ben 6 darab MiG–21R fotófelderítő változat érkezett Tolbuhinra, a 26. RAP-hoz, ahol az 1995-ös kivonásukig szolgáltak. Még ugyanebben az évben, 1969-ben 12 darab MiG–21M érkezett a graf ignatievói bázisra, ahol a MiG–19-eseket váltották fel. 1970-ben újabb 3 darab gép érkezett a 18. IAP-hoz. Ez az M-altípus volt a legrövidebb életű a bolgár légierőben, ugyanis 1990-ben kivonták őket.
A megnövekedett gépállomány hatékonyabb üzemeltetése érdekében 1974-ben 29 darab kétüléses MiG–21UM-et vásároltak, az utolsó 1982-ben érkezett meg. 1990-ben újabb 6 darab használt UM érkezett a Szovjetunióból. Az UM-ekkel párhuzamosan 11 darab MiG–21MF érkezett a 18. IAP-hoz Dobroszlavciba, majd ezt követően újabb 9 darab MF–75-öst vett át a graf ignatievói bázis.
Végezetül, 1983 és 1985 között állították rendszerbe a bisz változatokat, amelyek a legnagyobb darabszámban üzemeltek. Az első sorozatban 36 darab új gyártású gép volt, amelyek a Graf Ignatievo bázisra kerültek, felváltva az M/MF-gépeket, amelyek Uzundzsovóba kerültek. A következő 36 darab használt gép utánpótlás nélkül érkezett 1990-ben a SZU-ból. Az új gyártásúak RSZBN-nel, a használtak Lazurral voltak szerelve. A bisz és UM-változatok kései példányaiban Parol barát-idegen azonosító (IFF) volt szerelve.
- F–13 (12 db, 1963–1988): 501, 515, 516, 520
- PF (12 db, 1965–1991): 20,[51] 123
- PFM (50 db, 1966–199?): 39, 62, 66, 68, 78
- R (6 db, 1969–1995)
- M (15 db, 1969–1990): 108, 210, 613
- MF (11 db 1974–?): 52, 133, 517 (M?)
- MF–75 (9 db 1974–?)
- bisz (72 db 1983–?):

75A: 96, 345, ?96 (?), 413 (?), 501, 502, 503, 512, 513, 515, 516, 525, 530, 550, 553 (?), 561,
75AP: 013, 025, 027, 045, 088, 102, 114, 119, 127, 243, 254, 261, 294, 302, 340, 358, 362, 383, 388, 392, 399, 407, 427, 727, 850
- U (1 db 1966–?)
- USZ (6 db 1969–?): 05
- UM (35 db 1974–): 07,[53] 18, 21, 24, 25, 27, 28, 29, 34, 36, 38

A dőlt betűs gépek 2008 végén még üzemben voltak (legalább 8 db 75AP és 3 db UM).
Üzemeltető alakulatok:
- 15. IAP,
- 18. IAP,
- 19. IAP,
- 21. IAP,
- 26. RAP,
- 2. UBAP.

Bulgária összesen 229 darabot szerzett be a típus 11 altípusából. Az üzemeltetési csúcs az 1980-as évek közepén volt, amikor körülbelül 150 gépet használtak egyidejűleg. A korán kivont gépeket (F–13, PF, PFM, M) 1990 után – a CFE-szerződéshez csatlakozást követően – 1992-1993-ban összevágták és beolvasztották. 1995-re a bisz elvesztette nukleáris csapásmérő képességét, illetve a megmaradt 25 darab UM 19 üzemképes példányából kiszerelték a célzókészülékeket és a felfüggesztő csomópontok fegyvertartó sineit (csak póttartályokat hordozhattak utána). Mindent összevetve 16 darab gépet vágtak össze a CFE szerint: PF, PFM, USZ, R és M, illetve néhány F–13-at. Több mint két tucatot pedig tartós tárolási eljárás alá vontak.
1995–1996-ban néhány MF-et módosítottak, pótlásul a kivont R-ek helyére. Az R felderítő-konténereit integrálták a kiválasztott MF-ek rendszereibe, illetve kiszerelték a GS–23 gépágyút. Az új altípus az MFR típusjelzést kapta. Ezek előtt néhány MF az UB–16 rakétakonténerekből kialakított, AFA–39 kamerákat tartalmazó konténereket alkalmazta, hasonlóan a régebben az NDK-ban alkalmazottakhoz.
Kísérletet tettek a kilenc megmaradt M értékesítésére, de kudarcba fulladt. A bolgár TEREM repülőgépjavító üzem (egyike a nyolcnak) által nagyjavított 12 darab bisz-t sem sikerült eladni Macedónia légierejének 1999 végén, nem volt rá fedezetük. 2007–2008-ban felcsillant a remény, hogy több bolgár MiG–21-est eladhatnak, mikor az ukrán OdesAviaRemService (az ukrán Védelmi Minisztérium odesszai repülőgépjavító vállalata) megvizsgálta a gépparkjukat egy projekt számára. Több mint 40 darab gépet kívántak az ukránok értékesíteni egy megnemnevezett vásárlónak. Azonban ez sem realizálódott egyelőre.
A típust üzemeltető utolsó légibázis a Graf Ignatievo maradt, a honfitárs MiG–29-eseikhez hasonlóan. 1998-ban bezárták a balcsiki és az uzundzsovói bázisokat, majd 2001-ben a dobricsit is, az összes gépet a Grafira telepítették, az alakulatok egy részét nyugállományba küldték. 2000. január 1-jétől a 118 darab együléses és 18 kétüléses gépből mindössze 36 egy- és 8 darab kétüléses maradt üzemben 2004-ben (a gyakorlatban ennél is kevesebb volt hadrafogható). Egy korszerűsítés napirenden volt az 1990-es évek közepétől, azonban mindössze egy GPS berendezés-integráció valósult meg néhány gépben. A légierő új, negyedik generációs típus beszerzését tervezi, ami megpecsételi mind a típus, mind a modernizált MiG–29-esek sorsát is. 2006 áprilisában megállapodást írtak alá az USA-val több nem használt légibázis üzemeltetésének átengedéséről, amivel részben megoldani látszik a kiválasztandó új típus üzemeltetési finanszírozása.
Jelentős számú MiG–21 van kiállítva a plovdivi repülési múzeumban és a szófiai repülőtér közelében.
Forrás:

#### Csehszlovák Légierő
Az Aero Vodochody 1961-ben kapta meg a Szovjetuniótól a gyártási licencengedélyt, majd a 168 darabos megrendelést követően a Csehszlovák Légierő (Protivzdušna Obrana Státu, PVOS, magyarul „állami légvédelem”) 1963-ban kezdte meg az első altípus, az F–13 rendszeresítését, S–106 néven. A gépekkel hat repülőezredet szereltek fel: 1963-ban a 11. vadász-ezredet (stíhací letecký pluk, SLP) Žatec-ban, 1964-ben az 1. SLP-t České Budějovice-ben, 1965-ben a 4. SLP-t Pardubice-ben és a 9. SLP-t Bechyně-ben, 1967-ben a 8. SLP-t Mošnov-ban, végül 1970-ben az 5. SLP-t Plzeň-Líně-ben. Mindenhol MiG–19-eseket váltottak fel. A Žatec-i és České Budějovice-i ezred az 1970-es évek végéig üzemeltette ezt az altípust. Ezeket a gépeket kapta meg az 1. pilótakiképző ezred (letecký skolní pluk, LSP) Přerovban, ide kerültek az átfegyverzett alakulatok gépei az 1990-es évek elejéig. 1973-ban 11 darab F–13-ast adtak át Szíriának a háborús veszteségek pótlására. Arról, hogy a szírek fizettek-e érte, vagy csupán „szocialista segítségnyújtás” volt-e, nincs információ. A csehszlovák gyártású F–13-asokra jellemző, hogy a kabintető mögötti rádiótér fémlemezzel van fedve, nem pedig a SZU és kínai gyártásúakon megszokott plexivel.
Még az F–13-asok gyártása alatt újabb altípusok érkeztek a SZU-ból. Az 1. és a 8. SLP kapta meg először a PF-eket 1964-ben, majd őket követte 1965-ben a Žatec-i 11. SLP is, a két altípus aztán párhuzamosan üzemelt az ezredekben. A Bechyně-i 9. SLP nem kapott új PF-eket, 1985-ben vette át a 8. SLP gépeit és 1989-ben adták le.
1966-ban a Bechyně-i 9. és a České Budějovice-i 1. SLP is kapott korai, GP–9 gépágyúkonténerek nélküli PFM-eket, 1968-ban a Žatec-i 8. SLP pedig gépágyúkonténeres kései PFM-eket vett át. Még ugyanebben az évben nukleáris fegyvert is bevethető 12 darab PFMN-t kapott a 9. SLP. Az utolsó 50 darabot a 11. és a 8. SLP üzemeltette, utóbbi a 9-től és a 11-től vette át a gépeket, 1991-ben vonták ki őket.
Az Il–28R-eket és a MiG–15R-eket leváltandó, 1969–1971 között 25 darab MiG–21R-t vett át a Pardubice-ben települő 47. felderító-ezred (pruzkumný letecký pluk, PZLP). Innen 1985-ben Hradec Králové-ba települtek, ahol 1993-ban feloszlatták az állományt. Tizenegy darab R üzemben hagytak, Čáslav-ba települtek, ahol a 28. vadászbombázó-ezred (stíhací bombardovací letecký pluk, SBOLP) 3. századát képviselik.
1969-ben 14 darab MiG–21M érkezett Pardubice-be (a csehek MA-nak nevezik), majd 1970-ben újabb 10 darabot kapott a helyi 4. SLP. Többet közülük a 47. PZLP vett át 1974-ben, de 1984-ben visszaadták, mikor megérkeztek a Szu–22-esek. A 4. SLP 1989-beni feloszlatása után a megmaradt 19 darab M-et szétosztották az 5. és a 9. SLP között.
A MiG–21MF-eket 1971–1975 között állították hadrendbe. Az első egység, amelyik kapott az altípusból, a pardubice-i 4. SLP 1971-ben, majd a rá következő évben az 5. SLP Plzeň-Líně-ben. A többi gépet a 6. SBOLP Čáslav-ban és az 1. SLP kapta. Utóbbi MF–75-ösöket is kapott. Az átszervezéseket követően az MF-eket a 8., 9., 11. SLP és az 1. LSP vette át.
Kiképzési célokból 1965–1966-ban rendszeresítették az első U-t, majd ezeket USZ-ek követték 1968–1970 között, végül UM-eket vettek át 1971–1978 között. Utóbbi volt az utolsó altípus, amit Csehszlovákia átvett.
Az 1989-es bársonyos forradalom után a légierő szervezetét is átalakították, új neve Vojenske Letectvo a Protivzdušna Obrana (VL a PO, magyarul „Légierő és Légvédelem”) lett. Az átszervezéssel leépítések kezdődtek meg: 1991-ben az összes ezredet kétszázadosra csökkentették, a feleslegessé váló alakulatokat pedig feloszlatták. Az összes F–13, PF, PFM és U-gépet kivonták a hadrendből. Az első két alakulat, amelyet ez érintett az 5. SLP és a 8. SLP volt. Őket követte a 6. SBOLP, mindhárom befejezte az üzemeltetést 1991-ben. A 8. SLP MiG–21-eseit Ostrava-Mošnov-ba vezényelték, ahol megalakult a 81. és 82. független vadász-század (samostaná stíhací letka, SSLT). A 81. SSLT-t később áthelyezték a volt-szovjet Sliač-i repülőtérre, a későbbi Szlovákia területére.
A szlovák függetlenedési törekvések miatt 1993. január 1-jétől Csehszlovákia megszűnt, és lett helyette Csehország és Szlovákia. A korábbi egységes légierő gépeit 2:1 (2/3, 1/3) arányban osztották szét egymás között (a MiG–23 és MiG–29 kivételével).
A Csehszlovák Légierő körülbelül 250-300 darab gépet állított hadrendbe, ebből 1992 végére 162 darab maradt.

##### Cseh Légierő
A Cseh Légierő (Letectvo Armády Ceske Republiky) 92 darab MiG–21-est állított hadrendbe a csehszlovák hagyatékból:
- 4 db MiG–21MA,
- 52 db MiG–21MF: 4003 (MFN), 7701, 7711
- 12 db MiG–21R,
- 5 db MiG–21USZ,
- 19 db MiG–21UM: 9341

Az első két évben (1993–1994) a legtöbb bázist bezárták, az alakulatokat feloszlatták. A gépek többsége nem repült, lekonzerválva várták a hadrendből való kivonást. Az összeset a Čáslav-i reptérre koncentrálták, ahol 1995. január 1-jén megalakult az 1. vadászbázis (záklana stíhacího letectva). Mivel az 1. SLP 41. vadász-százada (stíhací letka, SLT) átvette a teljes csehszlovák MiG–23-állományt, így a 42. és a 43. SLT-be sorolták az 52-ből 23 db üzemképes MF-et és 8 db UM-et. 2000. elejétől közülük 12 darab MF-et kiválasztottak és korlátozott avionikai fejlesztést hajtottak végre rajtuk, hogy megfelejenek a NATO-normáknak. Az MFN-é átépített gépek a Gripen-ek érkezéséig látták el a légirendészeti feladatokat. A 211. harcászati század (Tactica Letka, Tiger Meet-es század) állományába tartozó 12 db MFN és az UM-ek a Čáslav reptéren 2005. május 21-én rendezett nyílt napon adta át a készültséget váltótípusuknak, az új Gripen-eknek. A készültségi géppár a következő héten még szerepelt a Přerov repterén rendezett helikopteres nyílt napon, mely után július 12-én a típust hivatalosan is kivonták a hadrendből.
A 12 db MFN-t néhány példányon kívül eladták Malinak (előtte a NATO-korszerűsítés berendezéseit kiszerelték). Amegmaradt gépek egy része múzeumokba került, egy részét pedig szétdarabolták és megsemmisítették.

##### Szlovák Légierő
A Szlovák Légierő (Vojenske Letectvo a Protivozdušna Obrana Slovenskej Republiky, VL a PO) 70 darab MiG–21-est vett át a csehszlovák készletből 1992 végén. A Szliács bázisú 81. SSLT közben 1. vadász-ezreddé (stíhací letecký pluk, SLP) alakult, a Szliácsi repülőtér pedig az 1. légibázis (letecká záklana) nevet vette fel. A 3. légibázis nevet felvevő Malackai repülőtéren helyezték el a 3. vadászbombázó ezredet (stíhací bombardovací letecký pluk, SBLP), amelynek 1. százada vadász, a 2. és 3. vadászbombázó (stíhací bombardovací letka, sbo. let.), a 4. pedig felderítő század (prieskumní letka, pr. let.) lett. Miután a trencséni Szu–25-ösök Malacka-Konyhába települtek, az összes MiG–21-es áttelepült Szliácsra 1994 szeptemberében. Összesen 21 gépet selejteztek ki, amelyekből néhány múzeumba került, a többit szétdarabolták és beolvasztották.
A következő évben, 1995-ben a légierőt átszervezték, új neve Vzdušné Sily Armády Slovenskej Republiky lett. Az 1. és 3. légibázist átnevezték 31.-re és 33.-ra, az 1. SLP-t 1. SLK (stíhací letecké krídlo)-ra, a 3. SBLP-t pedig 1. vadászbombázó ezredre (stíhací bombardovací letecké krídlo). 1995 végén az összes aktív MiG–21-est Malacka-Konyháról Szliácsra szervezték és az üzemben tartható gépállomány folyamatosan csökkent: 1998-ban 38 gép üzemelt, 1999-ben 26, 2000-ben már csak 16 és 2001-ben már csak 13 darab. 2002. december 12-én a 7704-es lajstromszámú MiG–21MF-ük elvégezte a típus utolsó, búcsúrepülését a szlovák rendszerben. Karácsony előtt, december 23-án a Légierő (új neve Vzdušné Sily Ozbrojených Síl Slovenskej Republiky) kivonta az utolsó, még üzemképes 6 darabot is a szlovák haderő állományából. Helyüket a 12 darab korszerűsített MiG–29AS/UBS vette át, ezek ismételt szolgálatba állásáig a többi MiG–29 látta el a légtérvédelmet.
- MF: 4312 (MA?), 7704
- USZ: 0646
- UM: 0368

Forrás:

#### Lengyel Légierő
300 db

#### Magyarország

##### Magyar Néphadsereg
Az első MiG–21-es vadászrepülőgépek (MiG–21F–13) 1961-ben érkeztek Magyarországra. A Magyar Néphadsereg összesen 261 db-ot rendszeresített a típusból és három ezred repülte őket: a taszári 31. Kapos Harcászati Repülőezred, a pápai 47. Pápa Harcászati Repülőezred és a kecskeméti 59. Szentgyörgyi Dezső Harcászati Repülőezred). Az üzemeltetés során 74 db semmisült meg: 29 db F–13, 7 db PF, 9 db MF, 7 db bisz A, 13 db bisz AP, 3 db U és 6 db UM. A 83 pilótából 51 fő katapultált sikeresen, vagy hagyta el élve a gépet és 32 fő halt meg a típushoz fűződő repülőeseményekben.
Lásd még: Repülőesemények és katasztrófák a magyar repülőcsapatoknál (1948-tól) – MiG–21
- F–13 (80 db/29 db(†), 1961-től):

211(†), 212, 213(†), 214, 215, 216, 218, 219(†), 222, 223(†), 224, 225
301, 302, 303(†), 304(†), 305, 306, 307(†), 308, 309(†), 311, 312(†), 313, 314, 320, 324
801, 802(†), 803(†), 804(†), 805(†), 806, 807(†), 808, 809(†), 810, 811, 812, 813, 814, 815(†), 816, 817, 818(†), 819, 820, 821, 822, 823, 824, 825
901(†), 902(†), 903, 904(†), 905, 906, 907, 908(†), 909, 910(†), 911, 912(†), 913, 914, 915
2219(†), 2221, 2222(†), 2311, 2312(†), 2313, 2314(†), 2315, 2316, 2317(†), 2318, 2319, 2320(†)
- PF (24 db/7 db(†), 1964-től):[61]

406(†), 407(†), 408, 409, 501, 502(†), 503, 504, 505, 506, 507, 508, 509, 510
1511(†), 1512, 1513(†), 1514, 1515(†), 1601,1602, 1603, 1604(†), 1605
- MF (50 db/9 db(†), 1971-től):

4403, 4404, 4405, 4406, 4407(„†”), 4408, 4409, 4602(†), 4603, 4604(†), 4605, 4606, 4607, 4608; – (1971-től)
8108, 8109, 8110, 8111, 8112(†), 8113, 8114, 8115, 8201, 8202, 8203, 8204; – (1973-tól)
9307, 9308, 9309, 9310, 9311, 9312, 9313(†), 9314(†), 9315; – (1974-től)
9507, 9508†, 9509, 9510, 9511, 9512, 9513, 9514, 9515; – (az első három 1973-tól, a többi 1974-től)
9601(†), 9602, 9603, 9604, 9605(†), 9606. – (1974-től)
- bisz – 75A (15 db/7 db(†), 1975-től):

3537(„†”), 3547(†), 3732, 3745, 3931(†), 3945, 3955, 3964, 3987(†), 4025, 4029†, 4058, 4097(†), 4112, 4133(†). – (1975-től)
- bisz – 75AP (47 db/13 db(†), 1976-tól):

41, 42, 43, 44(†), 45(†), 46, 47, 48, 49, 50(†), 51, 52(†)
1844, 1867, 1874, 1889, 1900, 1904 („Cápeti”), 1953, 1968, 2001(†), 2021, 2098, 2105
5321(†), 5531, 5540, 5705(†), 5721, 5809(†), 5822(†), 6007, 6009, 6021, 6115, 6145
6207(†), 6224(†), 6253, 6264(†), 6305, 6327, 6384, 9099, 9125, 9178, 9207(†)
- U (18 db/3 db(†), 1963-tól):

66–400: 0820, 919, 1319, 1320, 1418, 1419, 1420, 1516(†), 1517, 1720, 1816, 1817
66–600: 4020(†), 4116(†), 4117, 4418, 4419, 4420
- UM (27 db/6 db(†), 1971-től):

69: 0158 (nincs rádióantenna a gerincen, Kecelen van)
69A, kései: 0258(†), 0265(†), 0358(†), 0465, 0565, 3031(†), 3036, 3041, 5081, 5086(†), 5091, 7011
17, 18, 19, 35(†), 53, 54, 55, 086, 091, 096, 904, 905, 906, 907

##### Magyar Légierő
Miután a régebbi altípusokat (F–13, PF, U) az üzemidő lejártával kivonták a Magyar Néphadsereg hadrendjéből, így az 1990-ben nevet változtatott Magyar Honvédség légiereje már csak az MF, bisz és UM változatokat vette át elődjétől (a PF-fel felszerelt taszári Kapos ezred 1. századát csak 1990-es évek elején vonták ki). A kecskeméti MF-ektől 1994. szeptember 1-jével vette át a készültséget az MH vitéz Szentgyörgyi Dezső 101. Repülődandár 2. („Dongó”) századának MiG–29B gépei, majd 1995. szeptember 1-jén Keleti György Honvédelmi Miniszter jelenlétében ünnepélyes keretek között állt szolgálatba az 1. „Puma” század is, egyúttal a MiG–21-esek elbúcsúztak, a gépeket Pápára repülték. A legfiatalabb altípusokat (bisz és UM) 2000. augusztus 24-én Pápán vonták ki a légierő állományából és helyben, a pápai katonai repülőtéren kerültek elhelyezésre. Azóta a jelentős üzemidő-tartalékkal bíró, lekonzervált gépek a szabad ég alatt vannak kitéve az időjárás viszontagságainak a Szu–22-kel egyetemben (néhány példány műanyagponyvával van védve). Több példányt eladtak Szíriának és Indiának is, azonban erről nincs pontos információ.

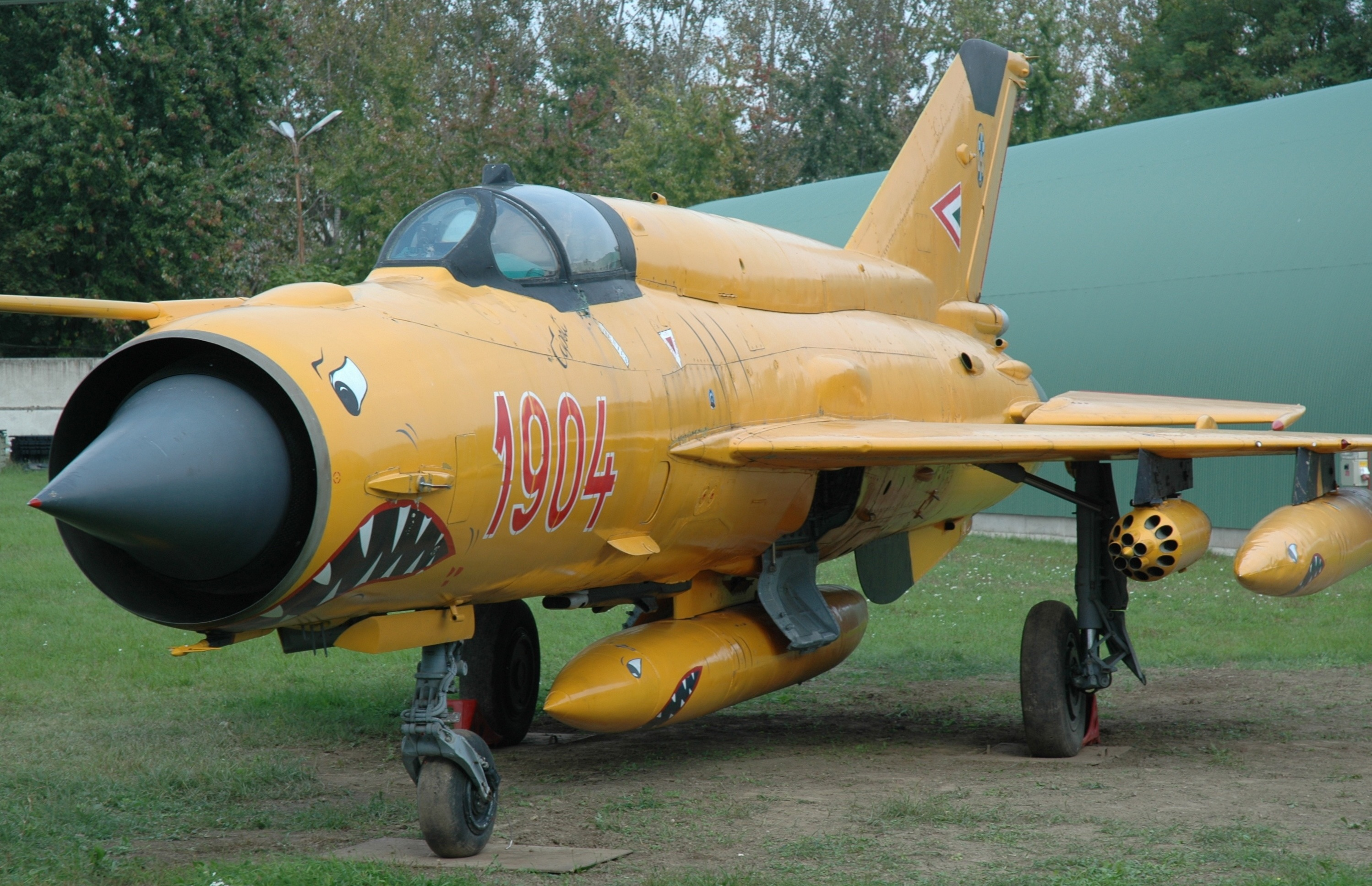
Az 1904-es oldalszámú Cápeti a szolnoki múzeumban

Az 1990-es évek legelején a taszári Kapos harcirepülő ezred két – 2. és a 3. – vadászrepülő-századából egy műrepülő kötelék alakult meg, melyet egymás között Égi Huszárok néven emlegettek (ez – Sky Hussars – maradt a fairfordi neve is). Négy MiG–21bisz-t (AP-t) választottak ki és repültek erre a célra (1993-ban): az 1874-est (szólórepülő), az 5540-est (vezérgép), az 5822-est és az 1904-et (bandita), mely a „Cápeti” becenevet kapta. A kötelék első bemutatóját az 1991-es taszári nemzetközi repülőnapon hajtotta végre (ekkor az 1874-es „bandita” farka még fehér vízbázisú festékkel volt lefestve, ami gyakran lekopott), majd ezt követően meghívták a köteléket az 1992-es Királyi Nemzetközi Légiparádéra (RIAT) RAF Faifordra. A Cápeti festést ebben az időben készítették el, az 1992-es RIAT-ra. Ezt követően az az évi taszári nemzetközi repülőnapon ismét repültek, majd az 1993-as RIAT-ot követően a felsővezetés már nem engedélyezett nekik több külföldi kiutat. Az 1993-as RIAT-ot követően egy kecskeméti sajtónapon repültek utoljára. Pilóták 1992-ben: Doma Sándor (kötelékpk. – 5540, a 2. szd. pk-a), Tülkös János, Dósa József (1904 „Cápeti”), Pinkóczi József (szólórepülő – 1874, 3. szd. pk-a). Pilóták 1993-ban: Doma Sándor (kötelékpk. – 5540/1874, a 2. szd. pk-a), Pál István (1904 „Cápeti”), Körömi József (5822), Pinkóczi József (szólórepülő – 1874/5540, 3. szd. pk-a), Beke József (tartalék). A Cápetit 1993-ban selejtezni kellett, ugyanis a programok repülése végén +11 g-s túlterheléseket is kapott, ami túlterhelés a szárny és sárkányszerkezetet (gerinctartály) kis mértékben deformálta, repülési jellemzői már nem maradtak kielégítőek. Az 5822-es bisz AP pedig 1996. szeptember 18-án Adásztevel mellett lezuhant, Dobay Attila százados sikeresen katapultált. A kötelék további gépei ma Pápán, a szolnoki Repülőmúzeumban (1904 Cápeti) és a német Gerhard Neumann Repülőmúzeumban (1874) található.
A NATO békepartnerségi programja keretében több tíz (kb. 30 darab) barát–idegen azonosítórendszert építettek be a MiG–21bisz, az összes szolgálatban álló MiG–21UM-be és a MiG–29B/UB-kbe. Ezek a MiG–21-esek jól azonosíthatóak a kabintető mögé a gerincre szerelt antennáról és a jobb mellső Pitot-cső és a szélvédő közé beépített „műszerdudorról” (a gerinc bal mellső részén is található egy kisméretű dudor): 41, 42, 43, 46, 47, 48, 49, 51, 1844, 1867, 1874, 1889, 1900, 2021, 2098, 2105, 6009, 6021, 6305 (bisz AP), 9178 (bisz AP), 7011 (UM), 17 (UM), 18 (UM), 19 (UM), 53(UM), 54 (UM), 55 (UM), 086 (UM), 091 (UM), 096 (UM), 904 (UM), 905 (UM), 906 (UM), 907 (UM). A típus kivonását követően ezek a műszerek, vagy egy részük átkerült a MiG–29-esekbe.
Kiállított példányok:
 
1990-ben az 501-es PF-et elajándékozták az angliai Duxford-i repülőgép múzeumnak, a 9308-as MF-et egy ankarai múzeumnak, a 4406-os MF a grazi múzeumnak. A 3036-os UM-et egy hollandiai repülőgép múzeum vette meg, valamint a 9099-es bisz AP-t egy San Diegó-i múzeum. A Gerhard Neumann Repülőmúzeum Taszárról megvette az 1874-es oldalszámú bisz AP-t (a Sky Hussars magyar kötelék egyik gépét).

A 90-es évek végén Belgiumba, ismeretlen vevőhöz került a 9312-es és 9513-as MF, sorsuk azóta ismeretlen.
A szolnoki Magyar Repüléstörténeti Múzeumban található a 813-as, az 1319-es (66-400) és a 4419-es U (66–600), a 3041-es UM, a 9309-es és a 9512-es MF, valamint a 3945-ös Bisz A, az 5721-es és az 1904-es bisz AP.
 Korábban a hátsó gyűjtő területen voltak a 814-es, 819-es a 911-es és a 2221-es F–13-as gépek is, ezek ma már eltűntek a múzeumból, 2013-ban az értékesítésük megkezdődött.
A 2319-es F–13-as és az 1320-as U Alsónémediben volt kiállítva, 2006-tól a telep állományát megsemmisítették, ezt a két gépet is.

Az Alsónémeti telepről kikerült a rettentően rossz állapotban lévő 308-as F-13-as, ez ma egy szekszárdi Tüzép udvarán áll.
A budaörsi repülőtéren a 305-ös oldalszámú F–13-as van kiállítva.A 4605-ös MF Pápán restaurált állapotban van kiállítva egy körforgalomban.

A keceli múzeumban az 1418-as U, a 0158-as UM, a 8202-es MF és az 1953-as bisz AP található.

A 301-es F–13-as a kecskeméti MH vitéz Szentgyörgyi Dezső 101. Repülődandár bejáratánál látható 25-ös oldalszámmal, korábban a csapatmúzeumban volt a 909-es F-13-as típus, amit 2010-ben felújítottak és eredeti oldalszámát is visszakapta.
A 6305-ös bisz AP pedig a nagyatádi haditechnikai parkban van kiállítva, meglehetősen silány módon felújított festéssel.
Az 505-ös PF a taszári repülőtéren a Skanzenban van.
A 2021-es taszári bisz AP 2012-ben felújításra kerül.
Források:

#### Keletnémet Légierő
A keletnémet hadsereg légiereje (Luftstreitkräfte/Luftverteidigung der Nationalen Volksarmee, röviden LSK/LV) a típus különféle változataiból 556 db-ot állított hadrendbe hat repülőezredben, 1962 május végétől. Ebben két harcászati felderítő század és egy kiképző-ezred is szerepelt. A német gépek kilenc repülőtéren települtek az NDK területén: Peenemünde (JG 9 „Heinrich Rau”, később MiG–23-ra fegyverezték át), Trollenhagen (JG 2 „Juri Gagarin”), Marxwalde (JG 8 „Hermann Matern”), Holzdorf (JG 1 „Fritz Schmenkel”), Cottbus, Drewitz (JG 7 „Wilhelm Pieck”), Preschen (JG 3 „Wladimir Komarow”), Rothenburg (FAG 15 Heinz Kapelle), Bautzen (FAG 25 „Leander Ratz”). A szovjet gépek másik tizennégy reptéren állomásoztak. A teljes mennyiségből 1990. október 3-án mindössze 251 db MiG–21-et tudott átvenni a Bundeswehr, a többit időközben kivonták, megsemmisült vagy leselejtezték az üzemeltetés során:
- SZPSZ (24 db)
- SZPSZ-K (21 db)
- M (56 db)
- MF (47 db)
- bisz – 75A (14 db)
- bisz – 75AP (RSZBN-nel szereltek, 27 db)
- U (13 db)
- USZ (13 db)
- UM (36 db)

#### Román Légierő
A Román Légierő 1962-től tartja szolgálatban a típus egyes változatait: F–13, PF, PFM, M, MF, MF–75(?), U, USZ, UM.
1990-es évek első felében kiválasztottak 110 db M-et, MF-et, MF–75-öt és UM-et a Lancer program végrehajtására. A program során négy gép lezuhant, így összesen 114 db-ot modernizáltak 1999-ig, a program lezárásáig.
A LanceR-eket három bázison állomásoztatják, vegyes alakulatokban: a 71. bázison Aranyosgyéresen, a 86. bázison Feteștiben és a 95. bázison Bákón. Mindhárom bázison két-két század állomásozik. Négy géppel 2007 nyarán részt vettek a Balti országok légi rendészetében is, Litvániában a négy gép géppáronkénti váltásban négy hónapig látott el riadókészültséget.
1999-től 9 db LanceR semmisült meg: 3 db A, 2 db B és 5 db C.

### Más európai országok

#### Jugoszlávia és későbbi tagállamai
300 db

##### Horvát Légierő

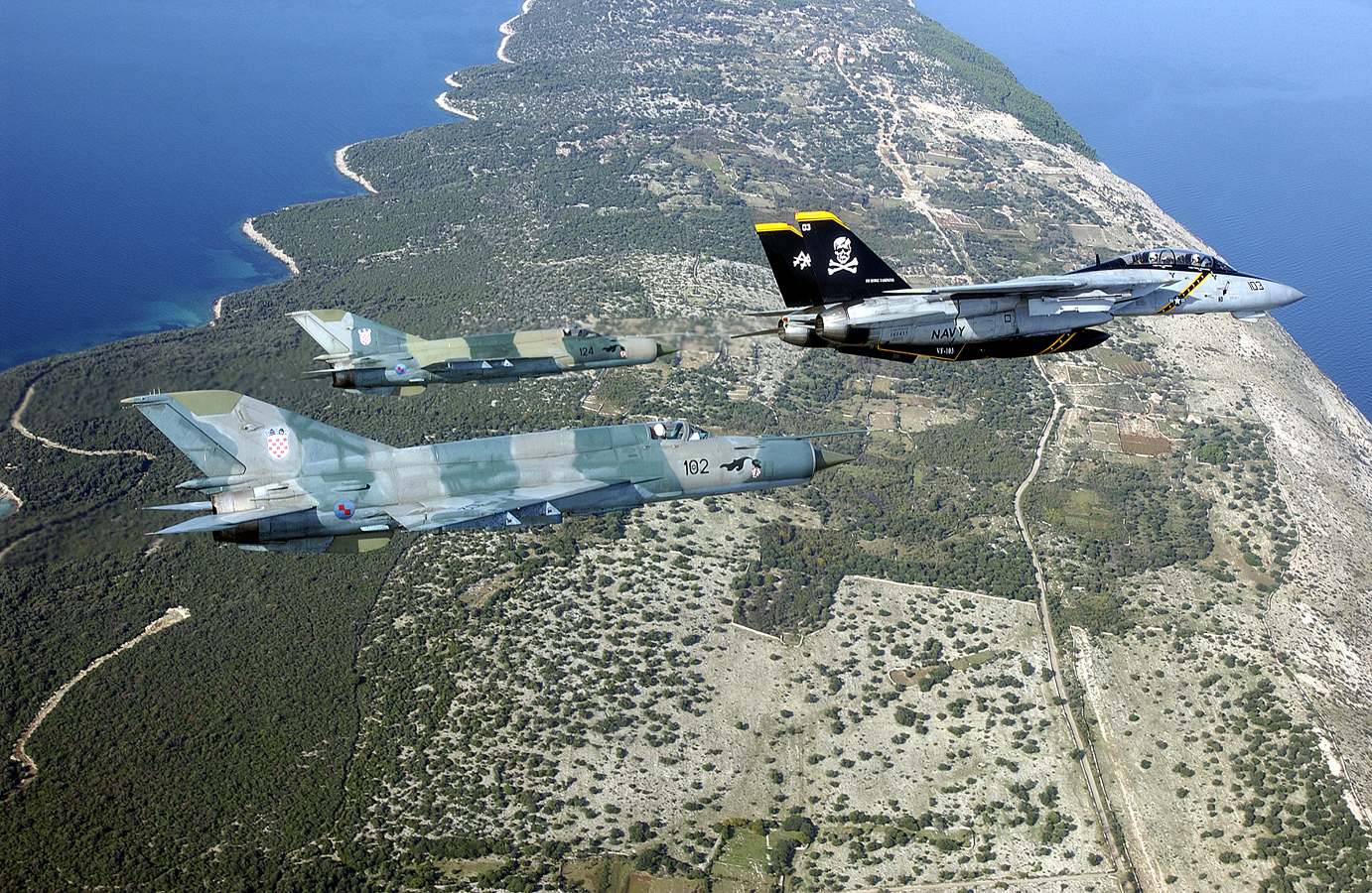
Horvát bisz-ek kötelékeznek a VF–103 egyik F–14B-jével, a Joint Wings 2002 többnemzetiségű hadgyakorlat idején

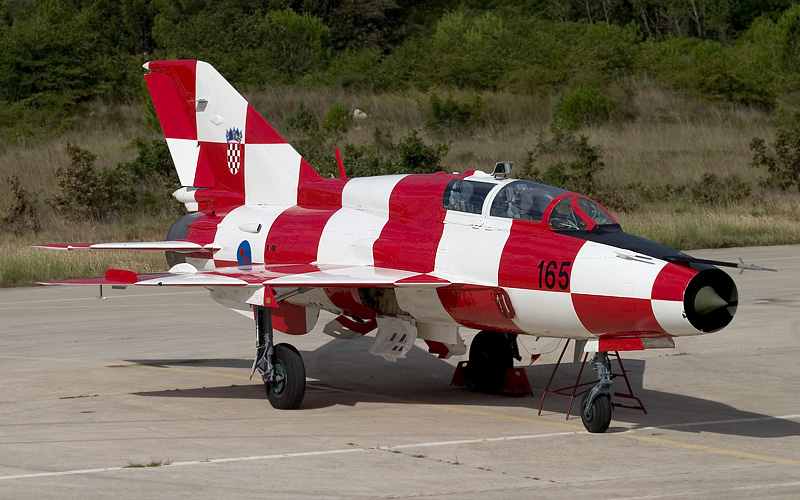
A „Kockica”. Ez az UMD a bemutatórepülések miatt kapta a nemzeti színű festést, aktív hadrendi gép

Horvátország 1991 júniusában kikiáltotta függetlenségét. Az újonnan megalakult légierő (Hrvatsko Ratno Zrakoplovstvo) jelentős számú személyi állománnyal bírt, de harci repülőgépei nem voltak. Ezt megoldandó, több a jugoszláv légierőben szolgáló pilóta dezertált repülőgépével 1991 októbere és 1992 júniusa között: 1991 októberében az egyik pilóta MiG–21R gépével Ausztriába, 3 társa pedig MiG–21MF gépeikkel Splitbe és zágrábi polgári repülőtérre szökött (egyes források szerint csak három gép dezertált). Ennek a „légierőnek” az 50%-át a szerbek még a földön megsemmisítették. 1994-ben újabb 25 db MiG–21-est szereztek be Ukrajnától. Ezek a nagyjavított gépek Lengyelországon keresztül Magyarországon át kerültek az országba két légibázison települtek: a 21. vadász-század (21. eskadrila lovackih zrakoplova, ELZ) Pleso-ban, a 22. ELZ pedig Pulában. Később be is vetették őket a krajinai szerbek ellen az 1995. augusztus 4–7. közötti Oluja („Vihar”) hadműveletben. A bevetésekben csapásmérő feladatokat teljesítettek, légi harcra nem került sor. Legalább 1 gépet elvesztettek (Rudolf Peresin-nel együtt, őt 1995 májusában lőtték le – valószínűleg egy szerb 2K12 Kub által).
- bisz (?? db): 102,[127] 105, 107, 108, 110, 113, 115, 116, 117, 120, 121, 122, 124, 125[128]
- UM (?? db): 160, 161, 162, 163, 164, 165, 166, 167

A bisz-eket horvát államadósság fejében vették, az UM-eket a FÁK-tól kapták.
A két századból 2000-ben a 21. ELZ-t megszüntettek, a pulai bázist megnyitották a polgári légi közlekedésnek, a Zágráb-Pleso-i lett a főbázis. 2002 januárjában a Horvát Védelmi Minisztérium bejelentette, hogy 8 darab MiG–21bisz-t és 4 darab UM-et (összesen 12 darabot) modernizálnak a román Aerostar segítségével Bákóban, hogy a gépek megfeleljenek a NATO kommunikációs szabványainak. A gépek 2003-ban elkészültek, típusjelzésük biszD és UMD lett. A 2006-os ütemezések szerint 2011-ben vonnák ki őket a hadrendből.
- MiG–21biszD (8 db): 108(†), 110, 115, 116, 117, 120(†), 121, 122
- MiG–21UMD (4 db): 164, 165 „Kockica”,[131] 166, 167

Az üzemeltetés során 2 darab megsemmisült:
- 2010. szeptember 23-án a 91. légibázis két horvát MiG–21biszD-je – a 108 és 120 oldalszámúak – gyakorlórepülés közben összeütköztek és lezuhantak Zágrábtól mintegy 100 kilométerre délnyugatra a Hum domb közelében Licki Podhum falunál, 12:50 körül. Mindkét pilóta – Igor Troselj százados és Marijan Kudlik főhadnagy – sikeresen katapultált, csak könnyebb sérüléseket szenvedtek, továbbá egy ember a földön szintén könnyebb sérüléseket szenvedett. Szemtanú szerint az egyik gép kabinteteje beleütközött a másik gépbe, mindkettő felett a pilóták elvesztették az uralmat. A veszteség jelentős a légierőre nézve, ugyanis már csak 6 darab gép volt üzemképes a baleset előtt.[132]

Forrás:

##### Szerb Légierő
80 db

#### Finnország
1963-ban 22 db F–12-t vettek a Szovjetuniótól, ami nagy politikai visszhangot keltett akkoriban, lévén Finnország nem volt VSZ-tag (viszont a SZU szomszédja lévén nagyfokú biztonságpolitikai kockázatot rejtett a nyugati repülőtechnika alkalmazása). A gépek eltérő válaszadóval lettek leszállítva, ami észrevehető azáltal, hogy a farok tetejéről hiányoznak a jeladó-fogó „szakálkák”. 1965-ben 2 db kétüléses U-t vettek (66–600?), majd ezeket 1974-ben 4 db UM követte. 1978-ban 26 db bisz-t vettek, szintén a SZU-tól, az U-kat 1980-ban, az F–12-ket 1982-ben, a bisz-eket és az UM-eket pedig 1998 márciusában vonták ki a légierő állományából. A bisz-eket többek között a HavLLv31 Karjalan Lennosto (Karéliai Légiezred, fekete macska a farokra festve) is üzemeltette.
- F–12 (22 db): MG–31, MG–34, MG–35, MG–46, MG–50, MG–61,[134] MG–77,[135] MG–78, MG–91, MG–92[136]
- bisz (26 db): MG–111,[137] MG–118, MG–123,[138] MG–125, MG–127, MG–129, MG–130, MG–131,[139] MG–134, MG–136, MG–138,[140] MG–140
- U (2 db): MK–103[140]
- UM (4 db): MK–105, MK–106, MK–126[141]

Forrás: airliners.net (lajstromok)
Az összesen 54 db gépet üzemeltető Finn Légierő az utolsó példányokat 1998 márciusában vonta ki, helyüket az 1990-es évek elején megrendelt 57 db F–18C és 7 db F–18D vette át.

### Afrika
- Algéria: 20 db
- Angola: 12 db
- Burkina Faso:

- Egyiptom: 950 db
- Eritrea:
- Etiópia: 40-50 db

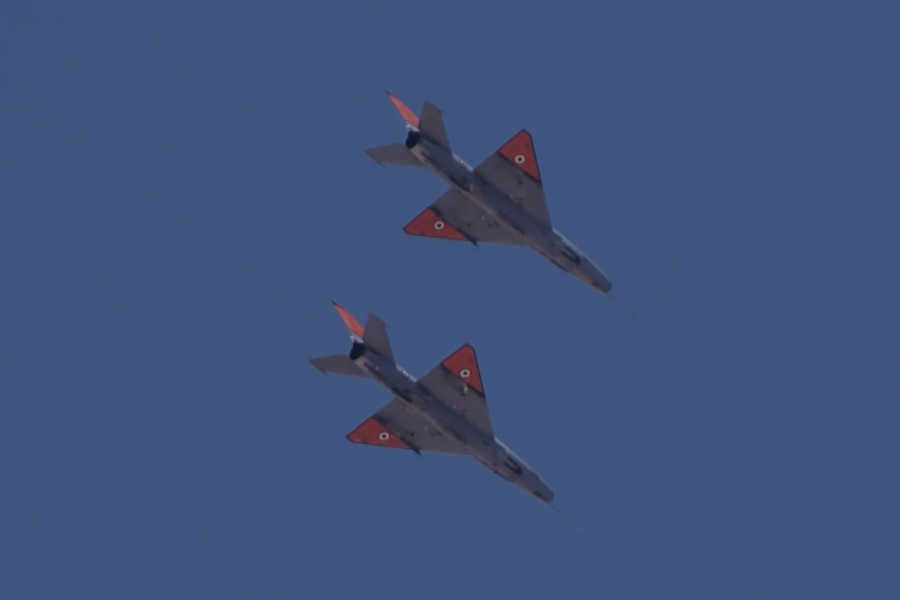
Egyiptomi MiG–21-esek Hurghada felett

Etiópia a Mengistu-diktatúra alatt – 1977 és 1989 között – nagyszámban rendszeresített szovjet harci repülő gépeket; közel 40 MiG-17F-et, és kb. 150 MiG–21-est. A MiG–21-es típusból az első szállításokkal – 1977-1978 folyamán – 48 MiG–21MF, 12 MiG–21UM és 8 felderítő MiG–21RF érkezett Etiópiába. 1982-1983 során további 40 MiG–21Bis és 12 MiG–21UM, majd 1986 és 1988 között újabb 30 MiG–21Bis lett rendszeresítve. Az eritreai háború során (1998-2000), további 10 MiG–21MF lett beszerezve Romániától.[forrás?]
- Guinea:
- Kongói Köztársaság:
- Líbia:
- Madagaszkár: 4 db

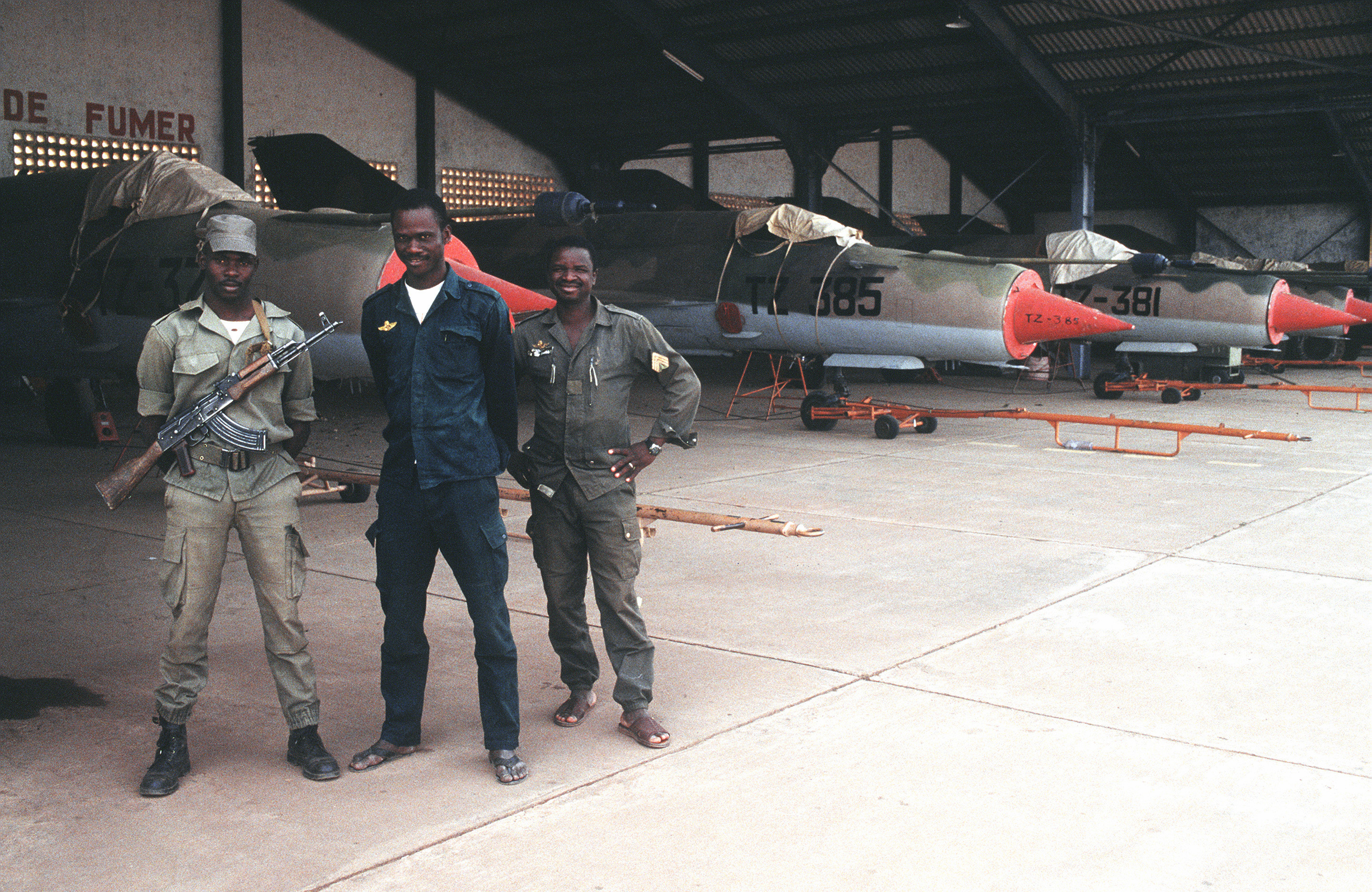
Mali MiG–21-esei

- Mali: 14 db MiG–21MF, valamint a Cseh Légierőből kivont MiG–21MFN-ek egy részét megvette a Malii Köztársaság. Az IFF és egyéb a korszerűsítés során beépített berendezést kiszerelték a csehek, a gyakorlatilag MF-é "lebutított" gépeket a Volga-Dnyepr szállítóvállalat Ruszlanjai szállították el Mali fővárosába, Bamako repterére.[forrás?]
- Mozambik: 35 db
- Nigéria: 20 db
- Szomália: 10 db
- Szudán: 20 db
- Tanzánia: 15 db (kínai gyártás)
- Uganda: 10 db (5 db repülőképes)
- Zambia:
- Zaire:
- Zimbabwe:

### Ázsia
- Afganisztán: 40 db
- Banglades: 5 db
- Burma: 50-60? (kínai gyártás)
- Indonézia: 18 db
- India: 195 db FL (PFM, HAL által gyártott): 1., 4., 8., 28., 29., 30., 45. és a 47. századok repülték az 1971-es háborúban. 2006-ban a 3. és az 52. századokban, valamint a MiG Operational Flying Training Unit-ban és az Operational Conversion Unit-ban szolgáltak még. 158 db M (HAL által gyártott), 65 db MF (szovjet), alakulatok: 17. Golden Arrows század, 35. Rapiers század (2006-ra már csak 1 db repülőképes), 37. Black Panthers század, 101. Falcons század, 108. Hawkeyes század. 2006-ban kb. 93-100 db üzemképes. 295 db bisz, ebből 220 db-ot a HAL gyártott, alakulatok: 4. Oorials század, 15. Flying Lances század, 23. Panthers század, 26. Warriors század, 45. Flying Daggers század. 125 db MiG–21–93 Bison, alakulatok: 3. század, 32. Thunderbirds század. Az Indiai légierőnek példátlanul rossz a baleseti statisztikája. Kb. 100 db Fishbed zuhant le, valamint 2006 év végéig 4 db Bison.
- Irak: 5? db
- Irán:
- Izrael: 10-15 (zsákmányolt gép)
- Jemen: Észak-Jemen: 12 db, Dél-Jemen: 50 db
- Észak-Korea: 170 db
- Kambodzsa:
- Kína:
- Laosz: 10 db
- Mongólia: 44 db
- Omán:
- Pakisztán:
- Srí Lanka:
- Szíria: 250 db
- Vietnám: 70 db

### Amerika
- Kuba: 80 db
- Peru: 12 db
- USA: Az amerikai légierő a Constant Peg program keretén belül 1979. és 1988. között különféle módon megszerzett MiG–21-eseket használt valósághű légiharci képzéshez.

## Harci alkalmazása

### Légi győzelmek
- Európa:
  - 1964. január 28.: szovjet gépek lelőttek egy amerikai T–39 Sabreliner többcélú repülőgépet, ami az NDK területére tévedt. A fedélzeten tartózkodó három személy meghalt.[142]
  - 1964. március 10.: az USAF egyik RB–66B elektronikus felderítőgépe hasonlóképpen végezte. Nyugat-Berlinből indulva az engedélyezett légteret átépve az NDK légterébe tévedt és szovjet Fishbed-ek lelőtték. A legénység katapultált, később visszaengedték őket az NSZK-ba.
  - Az 1960-as évek elején, Francis Gary Powers (U–2)) Szverdlovszk melletti lelövése után, a Szovjetunió északnyugati határán egy orosz géppár, feltehetően MiG–21-ek közül az egyik egy határsértő NATO-gépet lelőtt. Két amerikai pilóta eltűnt, kettőt később átadták feltehetőleg Norvégiának.

### Európa
- 1970. július 15-én a szocialista lengyel légierő (Wojska Obrony Powietrznej Kraju, WOPK) egyik MiG–21MF-e R–3SZ közellégiharc-rakétával lelőtte a csehszlovák légierő egyik Szu–7BKL-jét.
- 1991. október 27-én, helyi idő szerint 20:51-kor egy jugoszláv MiG–21MF 300-350 méter magasságból egy BL 755 típusú kazettás bombát dobott Barcs határában álló házakra. Csak anyagi kár keletkezett. A magyar légvédelem nem észlelte a behatolást.
- 1992. január 7-én a Jugoszláv Légierő egyik MiG–21bisz-e (pilóta E. Sisic) R–60M-mel lelőtte az európai megfigyelők egyik AB.205-ös helikopterét (olasz gyártású UH–1).

### Közel-Kelet
Az arab–izraeli konfliktusokban mindennaposan szereplő vadászgéptípus volt. Az izraeli védelmi erő birtokába több példány is került szinte sértetlen állapotban, amiket aztán alaposan megvizsgáltak mind a földön, mind a levegőben.
- Az egyik ilyen eset az 1966. augusztus 16-án befejeződött Penicillin hadművelet (Op. Penicillin), mikor a MOSZAD által beszervezett iraki pilóta átrepülte az 1104-es oldalszámú MiG–21F–13 típusú gépet sértetlenül egy izraeli repülőtérre, ami döntően befolyásolta az 1967-es hatnapos háború végkimenetelét.[143] Az alapos földi vizsgálat és a 100 órás repülési tesztnek köszönhetően az izraeli hadvezetés úgy döntött, az arab államok légierőit a földön kell elpusztítani. 1967. június 6-án 136 db arab MiG–21-est lőttek le az izraeli vadászgépek.
- A hatnapos háborút követő felörlő háborúban az egyiptomiak kb. 50 db MiG–21-est vesztettek az 1970. augusztus 8-án aláírt tűzszünetig.
- Az ezt követő egyiptomi szovjet jelenlét alatt 1973-ig 5 db szovjet MiG–21MF lett a veszteség, mind az ötöt szovjet pilóták repülték(!), szemben 21 szovjet légi győzelemmel, amit a típussal értek el szovjet földi irányítással.
- A Jom kippuri háborúban kb. 140 db MiG–21-est lőttek le az izraeli vadászgépek, 1 db F–4E-t lőtt le egy egyiptomi MF.
- 1975-ben Szíria konfrontálódott az Izraeli Légierővel.
- 1982-ben a Bekaá-völgy feletti légiharcokban egy szír MiG–21bisz egyedüliként volt képes manőverező-légiharcban találatot elérni egy izraeli F–15 ellen, amelyet, noha sikeresen kényszerleszállt, a súlyos sérülések miatt később selejtezni kellett.

### Ázsia
- India-Pakisztán közötti háborúk:
- 1965 szeptemberében kitört a háborúban India 2 db légigyőzelmet ért el, egy gépét (MiG–21F–13) elvesztette.
- 1971-ben ismét kiújúltak a harcok, a december 17-éig tartó konfliktusban 10:10 légigyőzelmi arány alakult ki.
- Vietnám, Laosz és Kambodzsa:
  - Észak-Vietnám MIG 21-es ászai: Nguyễn Văn Cốc (9 győzelem) Phạm Thanh Ngân, Nguyễn Hồng Nhị és Mai Văn Cường (fejenként 8 győzelem); Đặng Ngọc Ngự (7 győzelem), Vũ Ngọc Đỉnh, Nguyễn Ngọc Độ, Nguyễn Nhật Chiêu, Lê Thanh Đạo, Nguyễn Đăng Kỉnh, Nguyễn Đức Soát, és Nguyễn Tiến Sâm (fejenként 6 győzelem), és Nguyễn Văn Nghĩa (5 győzelem).[144]
- 1965. április 26. és 1973. január 8. között a USAF F–4-esei és B–52-esei 68 db MiG–21-est lőttek le, az alábbi megoszlásban: F–4C 21 db, F–4D 28 db, F–4E 17 db, B–52D 2 db.[145]

### Afrika
Etiópia és Eritrea közötti konfliktusokban.

### Monográfiák, folyóiratok
- Monográfiák:
  - 4+ Publication: MiG–21 ISBN 80-900708-0-9
  - Zsák Ferenc–Zsák András–Gál István–Péchy Tamás: MiG–21. Makettstúdió, No. 6.
  - ↑ Mladenov 2014:  Alexander Mladenov: Mikoyan-Gurevich MiG-21, Osprex Publishing, 2014, 978 1 78200 374 8
- Haditechnika folyóirat cikkei:
  - Baranyai László: A cseh MiG–21MF gépek kivonása. In: Haditechnika 2006/5 szeptember–október, 31-32. o.
  - Kelecsényi István: A MiG–21MFN a cseh légierőben. In: Haditechnika 2007/4 július–augusztus, 18-20. o.
  - Szabó Attila: A MiG–21-es utolsó fellépése (A 6115-ös bemutatógép története). In: Haditechnika 2003/3, 73–75. o.
  - Szekeres Gábor: Az ötszázadik javított MiG–21. In: Haditechnika 1998/3, 80–82.
  - Varsányi Mihály: Emlékek a 74-esről. In: Haditechnika 2007/3 május–június, 60-63. o.
  - Varsányi Mihály: Emlékek a 96-osról. In: Haditechnika 2007/2 március–április, 57-60. o.
  - Varsányi Mihály: MiG–21 a finn légierőben. In: Haditechnika 2002/2, 25-27. o.
- Top Gun folyóirat cikkei:
  - Gál József: Elbit/Aerostar MiG–21 Lancer. In: Top Gun: I. rész 1997/2, 56–59. o.; II. rész 1997/3, 60–61. o.
  - Gál József: MiG–21–93. In: Top Gun 1995/11, 24–27. o.
  - Gál József: MiG–21 Fishbed B–N. In: Top Gun 1994/8, 24–25., 40., 62. o. – típusismertető
  - Gál József: A MiG–21F–13-as magyarországi története. In: Top Gun 1997/7, 38–41. o.
  - Gál József: A MiG–21-es típus magyarországi története. In: Top Gun: II. rész 1997/8, 34–39. o.; III. rész 1997/9, 41–43. o.; IV/1. rész 1997/10, 40–41. o.; IV/2. rész 1997/11, 36–39. o.; V. rész 1997/12, 36–39. o.
  - Kővári László: A magyar MiG–21-esek ipari háttere. In: Top Gun: I. rész 1998/2, 44–48. o.; II. rész 1998/3, 44–47. o.
  - Kővári László: A MiG–21F–13. In: Top Gun 1997/7, 32–37. – típusismertető
  - Kővári László: A MiG–21PF. In: Top Gun 1997/8, 30–33. – típusismertető
  - Kővári László: A MiG–21MF. In: Top Gun 1997/9, 34–41. – típusismertető
  - Kővári László: A MiG–21bisz. In: Top Gun 1997/10, 34–40. – típusismertető
  - Kővári László: A MiG–21U és UM. In: Top Gun 1997/12, 32–35. – típusismertető
- AirForces Monthly cikkei:
  - Holger Mueller: MiG–21s Over Europe. In: AFM: I. rész 2008/december, 52–59. o.; II. rész 2009/január, 73–81. o.